# Liste des sites mégalithiques du Morbihan
Cet article recense les sites mégalithiques du Morbihan, département français de la région Bretagne. Certains des nombreux sites mégalithiques que l'on trouve dans ce département jouissent d'une grande renommée, notamment les alignements de Carnac, le site de Locmariaquer, le tumulus Saint-Michel et le cairn de Gavrinis. La seule commune de Carnac est dotée d'environ soixante-dix sites mégalithiques, beaucoup plus que bien des départements français. Une partie de ces sites a été inscrite au Patrimoine mondial de l'Unesco en 2025 dans les mégalithes de Carnac et des rives du Morbihan.

## Généralités

### Tumulus carnacéens
Les tumulus carnacéens (Tumiac, Saint-Michel, Mané er Hroëck) ne se distinguent pas des tombes collectives à couloir uniquement en raison de leur taille gigantesque mais aussi en raison de la diversité des matériaux utilisés pour les construire (sédiments, dalles mégalithiques d'origine allochtone), du très riche mobilier funéraire qu'ils renfermaient (en jadéite, callaïs, fibrolithe) et par leur ancienneté (milieu du Ve millénaire av. J.-C.). Ils sont sans équivalent en Europe à la même époque.

### Façonnement du paysage mégalithique

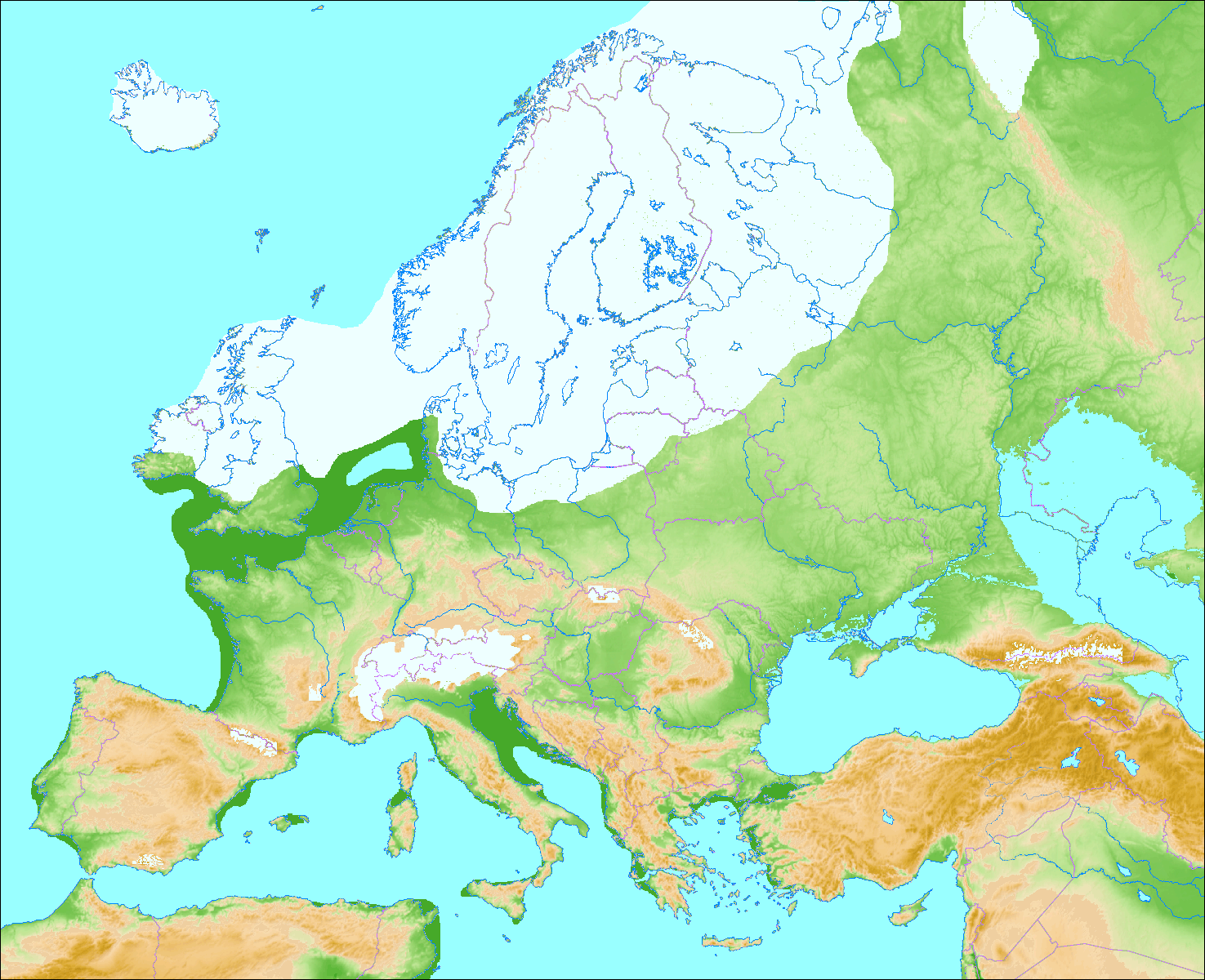
Carte topographique représentant l'Europe au dernier maximum glaciaire : la baie de Quiberon se transforme en un paysage de vallées creusées par des rivières qui atteignent des rivages marins éloignés de 80 km par rapport à leur position actuelle, et qui est occupé par des marais d'eau saline ou d'eau douce.

Au Néolithique, pendant près de 3 000 ans, une civilisation agricole et maritime façonne un paysage mégalithique sur les rives du Morbihan qui ont à cette époque un aspect différent de celui du littoral actuel : alors que l'océan s'est retiré environ 120 mètres au-dessous de son niveau actuel au dernier maximum glaciaire (ce qui positionne le trait de côte à environ 80 km de distance par rapport au littoral actuel), le réchauffement climatique postglaciaire induit une remontée du niveau marin, ce qui entraîne le débordement des vallées de la baie de Quiberon très envasée. Au Ve millénaire av. J.-C., ce niveau se situe à environ 7 m en dessous du niveau actuel, permettant aux populations de bénéficier d'une large plaine littorale soumise au phénomène des marées, et qui recouvre ou exonde d'immenses vasières. Le climat, relativement similaire à celui d'aujourd'hui, favorise la recolonisation de la région par des espèces végétales tempérées et par la forêt décidue composée principalement de chênes, d'aulnes et de noisetiers. Les défrichements forestiers entrepris par les agriculteurs-éleveurs néolithiques sont utilisés pour la culture d'espèces végétales domestiques non indigènes (blé et orge) et de l'élevage du mouton, inconnu des biotopes régionaux, ce qui est à l'origine de la formation de landes régressives. Cette mise en place d'une économie de production précède de peu la sédentarisation qui voit les sociétés néolithiques d'agriculteurs-éleveurs édifier les premières architectures de pierre connues en Europe occidentale. Au gré de ces changements majeurs, les architectures mégalithiques participent à une organisation rationnelle de l'espace de vie et la structure du territoire habité.
Les alignements et les tumulus géants carnacéens, où sont enterrés des personnages de haut rang, s'inscrivent ainsi dans une civilisation agricole et maritime fortement hiérarchisée enrichie par l'extraction et la production de sel marin dans une baie très protégée, de faible profondeur. L'enrichissement qui en résulte permet aux élites locales d'importer des biens d'apparat en « roches vertes » : haches et herminettes polies d'origine alpine, perles et pendeloques en variscite, d'origine ibérique.

## Patrimoine mondial
Les alignements de Carnac sont inscrits sur la liste indicative dans les années 1980, puis renommés sites mégalithiques de Carnac en 1996. Le projet d'inscription est relancé entre 2005 et 2010, pour un acte de candidature par l'association Paysages de mégalithes en 2016. Le dossier est choisi par l'état français en 2024 pour être présenté au comité de l'UNESCO durant l'été 2025, où il est inscrit en tant que mégalithes de Carnac et des rives du Morbihan.

## Inventaire
| Site                                           | Commune                | Remarque                                                                          | Protection                                             | Coordonnées                                                                                     | Illustration                              |
| ---------------------------------------------- | ---------------------- | --------------------------------------------------------------------------------- | ------------------------------------------------------ | ----------------------------------------------------------------------------------------------- | ----------------------------------------- |
| Dolmen de Kergloannec                          | Ambon                  |                                                                                   |                                                        | 47° 33′ 43″ N, 2° 33′ 19″ O                                                                     |                                           |
| Dolmen de Rangliac                             | Ambon                  |                                                                                   |                                                        | 47° 35′ 29″ N, 2° 33′ 33″ O                                                                     |                                           |
| Menhir du Lesty                                | Ambon                  |                                                                                   |                                                        | 47° 32′ 25″ N, 2° 33′ 48″ O                                                                     |                                           |
| Dolmen de Kerhenry                             | Arradon                |                                                                                   | Notice no PA56000097                                   | 47° 37′ 51″ N, 2° 47′ 50″ O                                                                     |                                           |
| Alignement de Kerjouanno                       | Arzon                  |                                                                                   |                                                        | 47° 32′ 33″ N, 2° 52′ 42″ O                                                                     |                                           |
| Allée couverte de Kerentalec                   | Arzon                  |                                                                                   |                                                        |                                                                                                 |                                           |
| Allée couverte de la pointe de Bilgroix        | Arzon                  |                                                                                   | Classé MH (1978)                                       | 47° 33′ 21″ N, 2° 54′ 50″ O                                                                     | Allée couverte de la pointe de Bilgroix   |
| Cromlech d'Er Lannic                           | Arzon                  |                                                                                   | Classé MH (1889)                                       | 47° 34′ 04″ N, 2° 53′ 48″ O                                                                     |                                           |
| Cairn de Petit Mont                            | Arzon                  |                                                                                   | Classé MH (1904)                                       | 47° 32′ 12″ N, 2° 54′ 08″ O                                                                     |                                           |
| Dolmen du Graniol                              | Arzon                  |                                                                                   | Classé MH (1973)                                       | 47° 33′ 14″ N, 2° 53′ 29″ O                                                                     |                                           |
| Menhir du Monteno                              | Arzon                  |                                                                                   |                                                        | 47° 33′ 24″ N, 2° 54′ 24″ O                                                                     |                                           |
| Tumulus de Tumiac                              | Arzon                  | autre nom Butte de César                                                          | Classé MH (1923)                                       | 47° 32′ 28″ N, 2° 52′ 20″ O                                                                     |                                           |
| Allée couverte de la Coudraie                  | Augan                  |                                                                                   |                                                        | 47° 53′ 23″ N, 2° 16′ 43″ O                                                                     |                                           |
| Niche à Godineau                               | Augan                  | autre nom allée couverte de Roherman                                              |                                                        | 47° 55′ 48″ N, 2° 14′ 41″ O                                                                     |                                           |
| Dolmen d'Er Roh                                | Baden                  | autre nom dolmen de Lanester                                                      |                                                        | 47° 37′ 31″ N, 2° 56′ 05″ O                                                                     |                                           |
| Dolmen de Mané-Ven-Guen                        | Baden                  | autre nom la Grotte                                                               | Notice no PA00091013                                   | 47° 35′ 58″ N, 2° 55′ 24″ O                                                                     |                                           |
| Dolmen de Rohello                              | Baden                  |                                                                                   | Notice no PA56000100                                   | 47° 37′ 07″ N, 2° 56′ 51″ O                                                                     |                                           |
| Dolmens du Couëdic,                            | Baden                  |                                                                                   | Notice no PA56000098                                   | 47° 35′ 12″ N, 2° 55′ 23″ O                                                                     |                                           |
| Dolmens de la pointe de Toulvern               | Baden                  | autres noms dolmens de Lann Toulvern                                              | Notice no PA56000099                                   | 47° 35′ 48″ N, 2° 55′ 32″ O                                                                     |                                           |
| Tumulus de Broche Er Roc'h                     | Baden                  |                                                                                   |                                                        | 47° 35′ 10″ N, 2° 55′ 08″ O                                                                     |                                           |
| Pierre Sainte Anne                             | Bangor                 |                                                                                   | Notice no IA00008954                                   | 47° 18′ 49″ N, 3° 09′ 45″ O                                                                     |                                           |
| Allée couverte du Prieuré                      | Baud                   | autres noms allée couverte de Roh-Prioldi (Roc'h-Prioldi, Prioldi)                | Classé MH (1971)                                       | 47° 50′ 54″ N, 3° 02′ 28″ O                                                                     |                                           |
| Menhir de Roffol                               | Baud                   |                                                                                   |                                                        | 47° 54′ 32″ N, 3° 03′ 10″ O                                                                     |                                           |
| Dolmen de Béganne                              | Béganne                |                                                                                   |                                                        | 47° 35′ 09″ N, 2° 14′ 17″ O                                                                     |                                           |
| Dolmen de Cado                                 | Béganne                |                                                                                   |                                                        | 47° 34′ 53″ N, 2° 15′ 59″ O                                                                     |                                           |
| Menhirs du Rohello                             | Béganne                |                                                                                   |                                                        | 47° 35′ 09″ N, 2° 14′ 17″ O                                                                     |                                           |
| Alignements de Kerdruellan                     | Belz                   |                                                                                   | Classé MH (2008)                                       | 47° 40′ 22″ N, 3° 11′ 28″ O                                                                     |                                           |
| Dolmen de Kerclément                           | Belz                   |                                                                                   |                                                        | 47° 40′ 08″ N, 3° 08′ 46″ O                                                                     |                                           |
| Dolmen de Kergallan                            | Belz                   |                                                                                   |                                                        | 47° 40′ 06″ N, 3° 10′ 41″ O                                                                     |                                           |
| Dolmen de Kerguéran                            | Belz                   | autre nom dolmen d'Er Roc'h                                                       | Notice no PA00091026                                   | 47° 40′ 48″ N, 3° 11′ 13″ O                                                                     |                                           |
| Dolmen de Kerlutu                              | Belz                   |                                                                                   | Notice no PA00091029                                   | 47° 40′ 27″ N, 3° 10′ 52″ O                                                                     |                                           |
| Dolmen de Keryargon                            | Belz                   | dit aussi dolmen d'Er Mané                                                        | Notice no PA56000101                                   | 47° 40′ 57″ N, 3° 09′ 44″ O                                                                     |                                           |
| Dolmen de Mané-Rhun                            | Belz                   |                                                                                   |                                                        | 47° 40′ 31″ N, 3° 10′ 59″ O                                                                     |                                           |
| Dolmen du Moulin des Oies                      | Belz                   |                                                                                   | Notice no PA56000102                                   | 47° 40′ 55″ N, 3° 10′ 46″ O                                                                     |                                           |
| Dolmens de Kerhuen                             | Belz                   | 2 dolmens                                                                         | Notice no PA00091027 Notice no PA00091028              | 47° 40′ 52″ N, 3° 10′ 27″ O 47° 40′ 53″ N, 3° 10′ 25″ O                                         |                                           |
| Dolmens de Kerprovost                          | Belz                   | autre nom dolmens de Roc'h-er-Lann                                                | Notice no PA00091025                                   | 47° 39′ 55″ N, 3° 11′ 18″ O 47° 39′ 55″ N, 3° 11′ 19″ O                                         |                                           |
| Dolmens détruits ou disparus                   | Belz                   |                                                                                   |                                                        | aux lieux-dits Crubelz, Kerdonnerh, Kernous, Kervoine, Keryargon                                |                                           |
| Menhir d'Er Villionnec                         | Belz                   | autre nom Er Menhir                                                               | Notice no PA56000103                                   | 47° 39′ 53″ N, 3° 09′ 24″ O                                                                     |                                           |
| Menhir de Kerlivio                             | Berné                  |                                                                                   |                                                        | déplacé 47° 57′ 18″ N, 3° 23′ 16″ O                                                             |                                           |
| Allée couverte de Kergonfalz                   | Bignan                 |                                                                                   | Notice no PA00091044                                   | 47° 52′ 40″ N, 2° 47′ 37″ O                                                                     | Allée couverte de Kergonfalz              |
| Dolmen de Kergonfalz                           | Bignan                 |                                                                                   | Notice no PA00091044                                   | 47° 52′ 41″ N, 2° 52′ 41″ O                                                                     |                                           |
| Menhir du Bézo                                 | Bignan                 |                                                                                   |                                                        | 47° 51′ 04″ N, 2° 47′ 21″ O                                                                     |                                           |
| Cairn des Grays                                | Billiers               |                                                                                   | Notice no PA00091046                                   | 47° 31′ 00″ N, 2° 29′ 25″ O                                                                     |                                           |
| Dolmen du Crapaud                              | Billiers               |                                                                                   | Notice no PA00091047                                   | 47° 30′ 55″ N, 2° 29′ 01″ O                                                                     |                                           |
| Allée couverte de Trébiguet                    | Bohal                  |                                                                                   |                                                        | 47° 47′ 12″ N, 2° 26′ 43″ O                                                                     |                                           |
| Dolmen de Kerdrec'h                            | Bono                   |                                                                                   |                                                        | 47° 37′ 50″ N, 2° 57′ 03″ O                                                                     |                                           |
| Dolmen du Rocher                               | Bono                   | autres noms tumulus de Kernouz, tumulus du rocher                                 | Notice no PA00091051                                   | 47° 38′ 04″ N, 2° 57′ 24″ O                                                                     |                                           |
| Menhir de Kergal                               | Brandivy               |                                                                                   | disparu                                                |                                                                                                 |                                           |
| Dolmens de Kerhouarin                          | Brech                  | 3 dolmens                                                                         | ruinés                                                 | 47° 43′ 13″ N, 3° 01′ 21″ O 47° 43′ 04″ N, 3° 01′ 35″ O                                         |                                           |
| Tumulus de la Ville-Ruault                     | Bréhan                 |                                                                                   | détruit                                                | 48° 03′ 04″ N, 2° 43′ 22″ O                                                                     |                                           |
| Menhir de Plomedec                             | Bubry                  |                                                                                   |                                                        | 47° 58′ 48″ N, 3° 10′ 17″ O                                                                     |                                           |
| Menhir du Matz                                 | Caden                  |                                                                                   |                                                        | 47° 39′ 03″ N, 2° 17′ 10″ O                                                                     |                                           |
| Alignement de Kornevec                         | Camors                 |                                                                                   | Notice no PA00091068                                   | 47° 49′ 53″ N, 2° 57′ 51″ O                                                                     |                                           |
| Allée couverte de Crénan                       | Camors                 | autre nom allée couverte de l'Étoile                                              |                                                        | 47° 49′ 58″ N, 3° 01′ 14″ O                                                                     | Allée couverte de l'Étoile                |
| Allée couverte de Lann-er-Vein                 | Camors                 |                                                                                   | Notice no PA00091069                                   | 47° 50′ 16″ N, 2° 59′ 48″ O                                                                     | Allée couverte de Lann-er-Vein            |
| Allée couverte de Men Braz                     | Camors                 |                                                                                   | ruinée                                                 | 47° 49′ 57″ N, 3° 01′ 13″ O                                                                     |                                           |
| Dolmen de Toul-er-Rest                         | Camors                 |                                                                                   | ruiné                                                  | 47° 50′ 29″ N, 2° 59′ 59″ O                                                                     |                                           |
| Men Bras                                       | Camors                 |                                                                                   | Notice no PA00091070                                   | 47° 49′ 57″ N, 3° 01′ 13″ O                                                                     |                                           |
| Men Bihan                                      | Camors                 |                                                                                   | Notice no PA00091070                                   | 47° 49′ 48″ N, 3° 01′ 35″ O                                                                     |                                           |
| Menhir de Kergludan                            | Camors                 |                                                                                   |                                                        | 47° 50′ 47″ N, 2° 58′ 07″ O                                                                     |                                           |
| Menhir de Kerpenru                             | Camors                 |                                                                                   |                                                        | 47° 49′ 31″ N, 2° 58′ 54″ O                                                                     |                                           |
| Menhir de l'Armoirie                           | Camors                 |                                                                                   |                                                        | 47° 49′ 36″ N, 2° 58′ 22″ O                                                                     |                                           |
| Menhir de Lambel                               | Camors                 |                                                                                   |                                                        | 47° 50′ 06″ N, 3° 01′ 28″ O                                                                     |                                           |
| Menhir du Semis de Lanvaux                     | Camors                 |                                                                                   |                                                        | 47° 49′ 43″ N, 2° 57′ 13″ O                                                                     |                                           |
| Allée couverte de Brambelay                    | Campénéac              |                                                                                   | détruite en 1988                                       |                                                                                                 |                                           |
| Tombeau du Géant                               | Campénéac              |                                                                                   |                                                        | 47° 59′ 31″ N, 2° 16′ 09″ O                                                                     |                                           |
| Tumulus de la Butte de Tiot                    | Campénéac              |                                                                                   |                                                        | 47° 59′ 07″ N, 2° 16′ 05″ O                                                                     |                                           |
| Alignement de la Minardais                     | Carentoir (Quelneuc)   |                                                                                   | détruit                                                |                                                                                                 |                                           |
| Menhir de la Saude                             | Carentoir (Quelneuc)   |                                                                                   |                                                        |                                                                                                 |                                           |
| Sépulture mégalithique de Sigré                | Carentoir              |                                                                                   | Notice no PA00091073                                   | 47° 46′ 46″ N, 2° 11′ 57″ O                                                                     |                                           |
| Alignement de Crucuny                          | Carnac                 |                                                                                   | Notice no PA00091121                                   | 47° 37′ 06″ N, 3° 04′ 50″ O                                                                     |                                           |
| Alignement de Grandvellarec                    | Carnac                 |                                                                                   | Notice no PA00091125                                   | 47° 37′ 14″ N, 3° 04′ 57″ O                                                                     |                                           |
| Alignement de Kerlescan                        | Carnac                 |                                                                                   | Notice no PA00091075 Notice no PA00091085              | 47° 36′ 16″ N, 3° 02′ 59″ O                                                                     |                                           |
| Alignement de Kerloquet                        | Carnac                 |                                                                                   | Notice no PA00091126                                   | 47° 36′ 04″ N, 3° 03′ 23″ O                                                                     |                                           |
| Alignements de Kermario                        | Carnac                 |                                                                                   | Notice no PA00091076                                   | 47° 35′ 53″ N, 3° 03′ 44″ O                                                                     |                                           |
| Alignement de Tri an Saint-Cornely             | Carnac                 |                                                                                   | détruit                                                |                                                                                                 |                                           |
| Alignement du Ménec                            | Carnac                 |                                                                                   | Notice no PA00091074 Notice no PA00091123              | 47° 35′ 36″ N, 3° 04′ 47″ O                                                                     |                                           |
| Alignement du Moustoir                         | Carnac                 |                                                                                   |                                                        | 47° 36′ 39″ N, 3° 03′ 18″ O                                                                     |                                           |
| Allée couverte de Mézerma                      | Carnac                 | autre nom allée couverte de Kergrim                                               | Notice no PA56000105                                   | 47° 37′ 40″ N, 3° 04′ 47″ O                                                                     |                                           |
| Complexe mégalithique du Clos Pernel           | Carnac                 | 1 dolmen et 2 menhirs                                                             | Notice no PA00091079                                   | 47° 36′ 51″ N, 3° 02′ 28″ O                                                                     |                                           |
| Cromlech de Crucuny                            | Carnac                 |                                                                                   | Notice no PA00091086                                   | 47° 36′ 58″ N, 3° 04′ 26″ O                                                                     |                                           |
| Cromlech nord de Kerlescan                     | Carnac                 |                                                                                   | Notice no PA00091084                                   | 47° 36′ 24″ N, 3° 03′ 07″ O                                                                     |                                           |
| Dolmen de Beaumer                              | Carnac                 |                                                                                   | Notice no PA00091087                                   | 47° 34′ 52″ N, 3° 03′ 27″ O                                                                     |                                           |
| Dolmen du Camp du Lizo                         | Carnac                 |                                                                                   |                                                        | 47° 37′ 25″ N, 3° 02′ 06″ O                                                                     |                                           |
| Dolmen de Carnac-Plage                         | Carnac                 |                                                                                   |                                                        | 47° 34′ 22″ N, 3° 04′ 23″ O                                                                     |                                           |
| Dolmen de Coët-a-Tous                          | Carnac                 | autre nom dolmen de Mané Grageux                                                  | Notice no PA00091097                                   | 47° 37′ 28″ N, 3° 04′ 03″ O                                                                     |                                           |
| Dolmen de la Croix-Audran                      | Carnac                 | autre nom dolmen de Grah-tri-Men                                                  | Notice no PA56000104                                   | 47° 35′ 35″ N, 3° 04′ 38″ O                                                                     |                                           |
| Dolmen de Cruz-Menquen                         | Carnac                 |                                                                                   | Notice no PA00091088                                   | 47° 35′ 18″ N, 3° 04′ 50″ O                                                                     |                                           |
| Dolmen d'Er-Roch-Vras                          | Carnac                 |                                                                                   | Notice no PA00091102                                   | 47° 38′ 04″ N, 3° 05′ 10″ O                                                                     |                                           |
| Dolmens d'Er-Rohellec                          | Carnac                 |                                                                                   | Notice no PA00091131                                   | 47° 37′ 41″ N, 3° 04′ 02″ O                                                                     |                                           |
| Dolmen de Karech-Loir                          | Carnac                 |                                                                                   | ruiné                                                  | immergé, plage de Légenès                                                                       | Dolmen de Karech-Loir                     |
| Dolmen de Kerdrain                             | Carnac                 |                                                                                   | Notice no PA00091089                                   | 47° 37′ 53″ N, 3° 06′ 04″ O                                                                     |                                           |
| Dolmen de Kergrim                              | Carnac                 |                                                                                   | Notice no PA56000105                                   | 47° 37′ 42″ N, 3° 04′ 44″ O                                                                     |                                           |
| Dolmen de Kériaval                             | Carnac                 |                                                                                   | Notice no PA00091090                                   | 47° 36′ 55″ N, 3° 05′ 01″ O                                                                     |                                           |
| Dolmen de Kéric-la-Lande                       | Carnac                 |                                                                                   | Notice no PA00091101                                   | 47° 38′ 06″ N, 3° 05′ 10″ O                                                                     |                                           |
| Dolmens de Kerlagade                           | Carnac                 | 2 dolmens                                                                         | Notice no PA00091099                                   | 47° 37′ 08″ N, 3° 02′ 36″ O                                                                     |                                           |
| Dolmen de Kerlescan                            | Carnac                 |                                                                                   | Notice no PA00091075                                   | 47° 36′ 22″ N, 3° 02′ 52″ O                                                                     | Tumulus de Kerlescan                      |
| Dolmen de Kermario                             | Carnac                 |                                                                                   | Notice no PA00091076                                   | 47° 35′ 44″ N, 3° 04′ 01″ O                                                                     |                                           |
| Dolmen de Kluder-Yer                           | Carnac                 |                                                                                   | Notice no PA00091091                                   | 47° 37′ 09″ N, 3° 04′ 57″ O                                                                     |                                           |
| Dolmen de la Madeleine                         | Carnac                 |                                                                                   | Notice no PA00091092                                   | 47° 37′ 15″ N, 3° 02′ 55″ O                                                                     |                                           |
| Dolmen de Mané-Bras                            | Carnac                 |                                                                                   | Notice no PA00091093                                   |                                                                                                 |                                           |
| Dolmen de Mané-Brisil                          | Carnac                 |                                                                                   | Notice no PA00091098                                   | 47° 37′ 04″ N, 3° 03′ 53″ O                                                                     |                                           |
| Dolmen de Mané-Kerioned                        | Carnac                 |                                                                                   | Notice no PA00091134                                   | 47° 36′ 54″ N, 3° 05′ 11″ O                                                                     |                                           |
| Dolmen de Mané Er Ouac'h Tyhir                 | Carnac                 |                                                                                   | Notice no PA00091095                                   | 47° 36′ 36″ N, 3° 03′ 17″ O                                                                     |                                           |
| Dolmen de Mané Roch                            | Carnac                 |                                                                                   | Notice no PA56000106                                   | 47° 38′ 21″ N, 3° 05′ 18″ O                                                                     |                                           |
| Dolmen de Nautério                             | Carnac                 | autre nom dolmen de Runn-Mori                                                     | Notice no PA56000140                                   | 47° 36′ 44″ N, 3° 04′ 50″ O                                                                     |                                           |
| Dolmen de Roch-Feutet                          | Carnac                 |                                                                                   | Notice no PA00091094                                   | 47° 37′ 11″ N, 3° 03′ 09″ O                                                                     |                                           |
| Dolmen de Roch-Vihan                           | Carnac                 | autre nom dolmen de Kerluir                                                       | Notice no PA00091096                                   | 47° 35′ 26″ N, 3° 03′ 54″ O                                                                     |                                           |
| Dolmen de Rogarte                              | Carnac                 |                                                                                   | détruit                                                |                                                                                                 | Carriers démolissant le dolmen de Rogarte |
| Dolmen de Tallec                               | Carnac                 |                                                                                   | Notice no PA56000106                                   | 47° 38′ 21″ N, 3° 05′ 18″ O                                                                     |                                           |
| Enceinte de Lann-Grand-Villarec                | Carnac                 |                                                                                   | Notice no PA00091122                                   | 47° 37′ 11″ N, 3° 04′ 59″ O                                                                     |                                           |
| Géant du Manio                                 | Carnac                 |                                                                                   | Notice no PA00091138                                   | 47° 36′ 13″ N, 3° 03′ 22″ O                                                                     |                                           |
| Menhir de Crifol                               | Carnac                 |                                                                                   | Notice no PA00091109                                   | 47° 35′ 43″ N, 3° 05′ 11″ O                                                                     |                                           |
| Menhir d'Er-Roh                                | Carnac                 |                                                                                   | Notice no PA00091114                                   | 47° 37′ 01″ N, 3° 03′ 06″ O                                                                     |                                           |
| Menhir du Bourg                                | Carnac                 |                                                                                   | Notice no PA00091116                                   | 47° 35′ 05″ N, 3° 04′ 54″ O                                                                     |                                           |
| Menhir de Kergo                                | Carnac                 |                                                                                   | Notice no PA00091111                                   | 47° 37′ 45″ N, 3° 04′ 02″ O                                                                     |                                           |
| Menhir de Kerlagade                            | Carnac                 |                                                                                   | Notice no PA00091112                                   | 47° 37′ 06″ N, 3° 02′ 26″ O                                                                     |                                           |
| Menhir de Kerlann                              | Carnac                 |                                                                                   |                                                        | 47° 36′ 22″ N, 3° 05′ 01″ O                                                                     |                                           |
| Menhir de Kerluhir                             | Carnac                 |                                                                                   | Notice no PA00091113                                   | 47° 35′ 25″ N, 3° 03′ 58″ O                                                                     |                                           |
| Menhir de Mané Coh Clour                       | Carnac                 | vestige d'un alignement,                                                          |                                                        |                                                                                                 |                                           |
| Menhir de Mané Roc'h                           | Carnac                 |                                                                                   |                                                        | 47° 36′ 50″ N, 3° 02′ 36″ O                                                                     |                                           |
| Menhir du Moustoir                             | Carnac                 |                                                                                   | Notice no PA00091110                                   | 47° 36′ 43″ N, 3° 03′ 40″ O                                                                     |                                           |
| Menhir dit Rohec                               | Carnac                 |                                                                                   | Notice no PA00091115                                   | 47° 36′ 49″ N, 3° 03′ 43″ O                                                                     |                                           |
| Menhirs d'Er Grageu                            | Carnac                 |                                                                                   | Notice no PA56000106                                   | 47° 38′ 18″ N, 3° 05′ 22″ O                                                                     |                                           |
| Menhirs de Kerderff                            | Carnac                 |                                                                                   | Notice no PA00091117                                   | 47° 35′ 38″ N, 3° 05′ 31″ O                                                                     |                                           |
| Menhirs de Kériaval                            | Carnac                 |                                                                                   | Notice no PA00091119 Notice no PA00091120              | 47° 36′ 51″ N, 3° 05′ 02″ O 47° 36′ 57″ N, 3° 04′ 53″ O                                         |                                           |
| Menhirs de Mané-Klud-er-Yer                    | Carnac                 |                                                                                   | Notice no PA00091128                                   | 47° 37′ 09″ N, 3° 04′ 58″ O                                                                     |                                           |
| Menhirs de Misperec                            | Carnac                 | 2 menhirs                                                                         |                                                        | 47° 35′ 34″ N, 3° 05′ 16″ O                                                                     |                                           |
| Quadrilatère du Manio                          | Carnac                 |                                                                                   | Notice no PA00091138                                   | 47° 36′ 14″ N, 3° 03′ 23″ O                                                                     |                                           |
| Tertre du Castellic                            | Carnac                 | autre nom Tumulus de Lann-Vras                                                    | Notice no PA00091135                                   | 47° 36′ 32″ N, 3° 02′ 38″ O                                                                     |                                           |
| Tumulus de Crucuny                             | Carnac                 |                                                                                   | Notice no PA00091137                                   | 47° 37′ 08″ N, 3° 04′ 27″ O                                                                     |                                           |
| Tumulus d'Er-Voten-de-Mané-Lavarec             | Carnac                 | autre nom dolmen de Quelvezin                                                     | Notice no PA00091132                                   | 47° 35′ 08″ N, 3° 04′ 46″ O                                                                     |                                           |
| Tumulus de Kercado                             | Carnac                 |                                                                                   | Notice no PA00091139                                   | 47° 35′ 44″ N, 3° 03′ 15″ O                                                                     |                                           |
| Tumulus de Kergouret                           | Carnac                 |                                                                                   | détruit                                                |                                                                                                 |                                           |
| Tumulus de Kerlescan                           | Carnac                 |                                                                                   | Notice no PA00091129                                   | 47° 36′ 18″ N, 3° 03′ 03″ O                                                                     |                                           |
| Tumulus de Kuergueoch                          | Carnac                 |                                                                                   | Notice no PA00091130                                   | 47° 37′ 27″ N, 3° 03′ 25″ O                                                                     |                                           |
| Tumulus de Mané-Hui                            | Carnac                 |                                                                                   | Notice no PA56000107                                   | 47° 36′ 41″ N, 3° 02′ 02″ O                                                                     |                                           |
| Tumulus de Mané-Klud-er-Yer                    | Carnac                 |                                                                                   | Notice no PA00091128                                   | 47° 37′ 09″ N, 3° 04′ 58″ O                                                                     |                                           |
| Tumulus de Mané-Rumentur                       | Carnac                 |                                                                                   | Notice no PA00091136                                   | 47° 38′ 08″ N, 3° 03′ 48″ O                                                                     |                                           |
| Tumulus du Manio                               | Carnac                 |                                                                                   | Notice no PA00091138                                   | 47° 36′ 07″ N, 3° 03′ 29″ O                                                                     |                                           |
| Tumulus du Moustoir                            | Carnac                 |                                                                                   | Notice no PA00091133                                   | 47° 36′ 44″ N, 3° 03′ 38″ O                                                                     |                                           |
| Tumulus Saint-Michel                           | Carnac                 |                                                                                   | Notice no PA00091140                                   | 47° 35′ 16″ N, 3° 04′ 24″ O                                                                     |                                           |
| Allée couverte de la Gajale                    | Caro                   |                                                                                   |                                                        | 47° 51′ 38″ N, 2° 21′ 37″ O                                                                     | Allée couverte de la Gajale               |
| Allée couverte de Lobo                         | Caro                   |                                                                                   |                                                        | 47° 50′ 54″ N, 2° 19′ 24″ O                                                                     | Allée couverte de Lobo                    |
| Allée couverte du Grand Village                | Caro                   |                                                                                   | Notice no IA35019371                                   | 47° 50′ 57″ N, 2° 20′ 14″ O                                                                     | Allée couverte du Grand Village           |
| Menhir du Bodel                                | Caro                   |                                                                                   |                                                        | 47° 50′ 45″ N, 2° 18′ 07″ O                                                                     | Menhir du Bodel                           |
| Allée couverte de Park Mezenn                  | Caudan                 |                                                                                   | détruite                                               |                                                                                                 |                                           |
| Dolmen de Kerloret                             | Caudan                 | dolmen ou coffre mégalithique                                                     |                                                        | 47° 48′ 56″ N, 3° 19′ 30″ O                                                                     |                                           |
| Dolmen de Lainmat                              | Caudan                 |                                                                                   | détruit                                                |                                                                                                 |                                           |
| Dolmen de Mané Guillo                          | Caudan                 |                                                                                   |                                                        | 47° 48′ 43″ N, 3° 19′ 46″ O                                                                     |                                           |
| Dolmen de Nelhouët                             | Caudan                 |                                                                                   | Notice no PA00091147                                   | 47° 48′ 48″ N, 3° 22′ 44″ O                                                                     |                                           |
| Sépulture mégalithique de Saint-Coner          | Caudan                 | type indéterminé                                                                  |                                                        | 47° 49′ 14″ N, 3° 19′ 37″ O                                                                     |                                           |
| Dolmens de Roh-Du                              | La Chapelle-Neuve      | 3 dolmens                                                                         | Notice no PA00091153                                   | 47° 50′ 21″ N, 2° 56′ 48″ O 47° 50′ 21″ N, 2° 57′ 11″ O 47° 50′ 28″ N, 2° 56′ 41″ O             |                                           |
| Menhir de Keranroué                            | Cléguer                |                                                                                   |                                                        | 47° 52′ 40″ N, 3° 20′ 54″ O                                                                     |                                           |
| Allée couverte de Bod-er-Mohed                 | Cléguérec              |                                                                                   | Notice no PA00091160                                   | 48° 09′ 41″ N, 3° 03′ 45″ O                                                                     |                                           |
| Allée couverte de Parc-er-Bé                   | Cléguérec              |                                                                                   | détruite                                               |                                                                                                 |                                           |
| Menhir du Berger de la Madeleine               | Cléguérec              |                                                                                   |                                                        | 48° 09′ 40″ N, 3° 05′ 11″ O                                                                     |                                           |
| Menhirs de la Lande du Cerf                    | Cléguérec              |                                                                                   |                                                        | 48° 09′ 50″ N, 3° 03′ 52″ O                                                                     |                                           |
| Menhirs du Breuil-du-Chêne                     | Cléguérec              | 3 menhirs                                                                         |                                                        | 48° 09′ 43″ N, 3° 05′ 01″ O 48° 09′ 41″ N, 3° 05′ 05″ O                                         |                                           |
| Allée couverte de Kerjagu                      | Colpo                  |                                                                                   |                                                        | 47° 49′ 48″ N, 2° 46′ 12″ O                                                                     |                                           |
| Cairns de Larcuste                             | Colpo                  |                                                                                   | Notice no IA00009482                                   | 47° 48′ 19″ N, 2° 47′ 34″ O                                                                     |                                           |
| Allée couverte du Rocher                       | Concoret               |                                                                                   | ruinée                                                 | 48° 04′ 30″ N, 2° 13′ 34″ O                                                                     |                                           |
| Menhir du Vaugriot                             | Concoret               | découvert en 1936                                                                 |                                                        |                                                                                                 |                                           |
| Tablettes de Cournon                           | Cournon                |                                                                                   | Site classé (1932)                                     | 47° 45′ 27″ N, 2° 07′ 28″ O                                                                     |                                           |
| Dolmen du bâtiment de la Forêt                 | Le Cours               |                                                                                   | ruiné                                                  | 47° 45′ 28″ N, 2° 30′ 59″ O                                                                     |                                           |
| Menhirs de la forêt de Molac                   | Le Cours               | 4 menhirs                                                                         |                                                        |                                                                                                 |                                           |
| Sépultures mégalithiques de la Forêt de Molac  | Le Cours               | 3 dolmens, 2 tombes                                                               |                                                        |                                                                                                 |                                           |
| Allée couverte de Luffang Tal-er-Roch          | Crach                  |                                                                                   | Notice no PA00091162                                   | 47° 36′ 48″ N, 3° 01′ 29″ O                                                                     | Allée couverte de Luffang Tal-er-Roch     |
| Dolmen d'Er Mar                                | Crach                  |                                                                                   | Notice no PA00091167                                   | 47° 36′ 51″ N, 3° 00′ 18″ O                                                                     |                                           |
| Dolmen de Kercado                              | Crach                  |                                                                                   | Notice no PA56000111                                   | 47° 36′ 51″ N, 2° 57′ 45″ O                                                                     |                                           |
| Dolmen de Kergoët                              | Crach                  |                                                                                   |                                                        | 47° 37′ 25″ N, 3° 01′ 24″ O                                                                     |                                           |
| Dolmen de Kervin-Brigitte                      | Crach                  |                                                                                   | Notice no PA56000113                                   | 47° 39′ 02″ N, 3° 01′ 23″ O                                                                     |                                           |
| Dolmen de Kerzuc                               | Crach                  |                                                                                   |                                                        | 47° 36′ 49″ N, 3° 00′ 45″ O                                                                     |                                           |
| Dolmen de la pointe de Vide-Bouteille          | Crach                  |                                                                                   | Notice no PA56000110                                   | 47° 38′ 02″ N, 2° 57′ 48″ O                                                                     |                                           |
| Dolmen de Mané Er Mour                         | Crach                  |                                                                                   |                                                        | 47° 37′ 27″ N, 3° 01′ 50″ O                                                                     |                                           |
| Dolmen de Peudrec                              | Crach                  |                                                                                   | Notice no PA56000109                                   | 47° 36′ 46″ N, 3° 00′ 24″ O                                                                     |                                           |
| Dolmens de Kerantré                            | Crach                  |                                                                                   | Notice no PA56000108                                   | 47° 37′ 46″ N, 2° 58′ 03″ O                                                                     |                                           |
| Dolmens de Kerorang                            | Crach                  | 2 dolmens autre nom Man Roc'h en Enzel                                            | Notice no PA00091165Notice no PA00091166               | 47° 37′ 06″ N, 3° 01′ 39″ O                                                                     |                                           |
| Parc er Guren et Parc Nehue                    | Crach                  | 2 dolmens                                                                         | Notice no PA00091168                                   | 47° 36′ 59″ N, 3° 01′ 03″ O                                                                     |                                           |
| Tumulus et alignement de la baie de Saint-Jean | Crach                  |                                                                                   | Notice no PA56000112                                   | 47° 37′ 14″ N, 3° 01′ 17″ O                                                                     |                                           |
| Dolmen de Moustérien                           | Le Croisty             |                                                                                   |                                                        | 48° 03′ 59″ N, 3° 23′ 09″ O                                                                     |                                           |
| Dolmens de Kerfily                             | Elven                  | 5 dolmens                                                                         |                                                        | 47° 45′ 39″ N, 2° 36′ 13″ O                                                                     |                                           |
| Sépultures mégalithiques des Miches            | Elven                  | type indéterminé                                                                  |                                                        | 47° 45′ 17″ N, 2° 33′ 40″ O                                                                     |                                           |
| Alignement de Coët er Blei                     | Erdeven                | autre nom Chaise de César fait partie de l'alignement de Kerzérho                 | Notice no PA56000114                                   | 47° 37′ 54″ N, 3° 07′ 16″ O                                                                     |                                           |
| Alignement de Kerascouët                       | Erdeven                | autres noms Mer er Morh, menhirs de Kerracouë                                     | Notice no PA56000115                                   | 47° 38′ 27″ N, 3° 10′ 20″ O                                                                     |                                           |
| Alignement de Kerzérho                         | Erdeven                |                                                                                   | Notice no PA00091179                                   | 47° 38′ 04″ N, 3° 08′ 55″ O 47° 37′ 59″ N, 3° 08′ 06″ O                                         |                                           |
| Alignement de la Table du sacrifice            | Erdeven                | fait partie de l'alignement de Kerzérho                                           | Notice no PA00091179                                   | 47° 38′ 11″ N, 3° 08′ 53″ O                                                                     |                                           |
| Alignement de Man Liesse                       | Erdeven                | autre nom alignement du Narbon                                                    | Notice no PA56000117                                   | 47° 37′ 43″ N, 3° 09′ 53″ O                                                                     |                                           |
| Cairn de Kervazic Runel                        | Erdeven                |                                                                                   |                                                        | 47° 37′ 55″ N, 3° 10′ 09″ O                                                                     |                                           |
| Dalle gravée de Kervazic                       | Erdeven                | réutilisation probable d'une dalle néolithique à l'âge du Fer                     |                                                        |                                                                                                 |                                           |
| Dolmen de Kerangré                             | Erdeven                |                                                                                   | Notice no PA00091183                                   | 47° 38′ 34″ N, 3° 10′ 26″ O                                                                     |                                           |
| Dolmen de Kergaër                              | Erdeven                |                                                                                   | détruit                                                |                                                                                                 |                                           |
| Dolmen de Kerhillio                            | Erdeven                |                                                                                   | déclassé en 1967 détruit                               |                                                                                                 |                                           |
| Dolmen de Kerjosselin                          | Erdeven                |                                                                                   | ruiné                                                  | 47° 39′ 00″ N, 3° 10′ 05″ O                                                                     |                                           |
| Dolmen de Kervarc'h                            | Erdeven                |                                                                                   | détruit                                                |                                                                                                 |                                           |
| Dolmen de Lann Horou                           | Erdeven                |                                                                                   |                                                        | 47° 39′ 29″ N, 3° 09′ 23″ O                                                                     |                                           |
| Dolmen de Mané-Groh                            | Erdeven                |                                                                                   | Notice no PA00091185                                   | 47° 37′ 26″ N, 3° 07′ 13″ O                                                                     |                                           |
| Dolmen de Rotchevir                            | Erdeven                |                                                                                   | disparu                                                |                                                                                                 |                                           |
| Dolmen de Ty-er-Mané                           | Erdeven                |                                                                                   |                                                        | 47° 38′ 25″ N, 3° 09′ 03″ O                                                                     |                                           |
| Dolmens de Keredo-er-Run                       | Erdeven                | 2 dolmens                                                                         | ruinés                                                 | 47° 38′ 27″ N, 3° 07′ 29″ O47° 38′ 26″ N, 3° 07′ 29″ O                                          |                                           |
| Dolmens de Mané-Bras                           | Erdeven                | 5 dolmens                                                                         | Notice no PA00091184 Notice no PA00091186              | 47° 38′ 03″ N, 3° 07′ 54″ O                                                                     |                                           |
| Dolmens de Run-er-Liuzen                       | Erdeven                |                                                                                   | Notice no PA00091187                                   | 47° 39′ 09″ N, 3° 10′ 42″ O                                                                     |                                           |
| Enceinte de Mané-Bras                          | Erdeven                |                                                                                   | Notice no PA56000116                                   | 47° 38′ 01″ N, 3° 07′ 52″ O                                                                     |                                           |
| Menhir de Lann-er-Runel                        | Erdeven                |                                                                                   | 2 menhirs et 1 dolmen détruit                          | 47° 37′ 48″ N, 3° 09′ 59″ O                                                                     |                                           |
| Menhir de Men Glas                             | Erdeven                |                                                                                   | Notice no PA56000119                                   | 47° 37′ 59″ N, 3° 09′ 08″ O                                                                     |                                           |
| Menhir de Men Plat                             | Erdeven                |                                                                                   | Notice no PA56000121                                   | 47° 38′ 07″ N, 3° 10′ 27″ O                                                                     |                                           |
| Menhir du Léry                                 | Erdeven                |                                                                                   | Notice no PA56000118                                   | 47° 39′ 34″ N, 3° 07′ 56″ O                                                                     |                                           |
| Menhirs de Kerdavid                            | Erdeven                | vestiges probables d'une enceinte                                                 |                                                        | 47° 38′ 46″ N, 3° 10′ 52″ O                                                                     |                                           |
| Menhirs de Saint-Germain                       | Erdeven                | vestiges probables d'une enceinte ou d'un alignement                              |                                                        | 47° 38′ 53″ N, 3° 11′ 13″ O                                                                     |                                           |
| Tertres tumulaires de Bovelane                 | Erdeven                | 2 tertres, 1 disparu                                                              | Notice no PA56000120                                   | 47° 37′ 50″ N, 3° 06′ 59″ O                                                                     |                                           |
| Tumulus d'Er-Run-Bras                          | Erdeven                |                                                                                   | déclassé en 1967 détruit                               |                                                                                                 |                                           |
| Tumulus de Lannec Er Gadouer                   | Erdeven                |                                                                                   | Notice no PA56000141                                   | 47° 37′ 50″ N, 3° 07′ 13″ O                                                                     |                                           |
| Dolmen d'Er Royen                              | Etel                   |                                                                                   | détruit en 1924                                        |                                                                                                 |                                           |
| Dolmen de Roch en Argant                       | Etel                   |                                                                                   | détruit                                                |                                                                                                 |                                           |
| Dolmen de Roch er Crès                         | Etel                   |                                                                                   | détruit                                                |                                                                                                 |                                           |
| Dolmen du Pont du sach                         | Etel                   |                                                                                   | détruit en 1910                                        |                                                                                                 |                                           |
| Menhir de Pen er Ster                          | Etel                   |                                                                                   | disparu                                                |                                                                                                 |                                           |
| Menhir de la Roche Piquée                      | La Gacilly             |                                                                                   | Site classé (1932)                                     | 47° 45′ 50″ N, 2° 08′ 18″ O                                                                     | Allée couverte de Minguionnet             |
| Menhir des Taillis                             | La Gacilly             |                                                                                   |                                                        | 47° 45′ 23″ N, 2° 09′ 27″ O                                                                     |                                           |
| Dolmen de Goëren                               | Gâvres                 |                                                                                   | Notice no PA00091199                                   | 47° 41′ 51″ N, 3° 21′ 15″ O                                                                     |                                           |
| Dolmen de Loc'h Korrigan                       | Gestel                 |                                                                                   |                                                        | 47° 47′ 38″ N, 3° 26′ 38″ O                                                                     |                                           |
| Menhirs du Cimetière                           | Le Gorvello            |                                                                                   |                                                        | 47° 38′ 24″ N, 2° 35′ 50″ O                                                                     |                                           |
| Allée couverte de Kergus                       | Gourin                 |                                                                                   | détruite                                               |                                                                                                 |                                           |
| Allée couverte de Minguionnet                  | Gourin                 |                                                                                   | Notice no PA00091205                                   | 48° 04′ 44″ N, 3° 36′ 53″ O                                                                     | Allée couverte de Minguionnet             |
| Menhir de Kerbiguet-Lann                       | Gourin                 |                                                                                   | Notice no PA00091210                                   | 48° 05′ 48″ N, 3° 40′ 25″ O                                                                     |                                           |
| Sépulture de Conveau                           | Gourin                 |                                                                                   | détruite                                               |                                                                                                 |                                           |
| Coffre mégalithique de Lost-er-Lenn,           | Grand-Champ            |                                                                                   | ruiné                                                  | 47° 47′ 25″ N, 2° 49′ 10″ O                                                                     |                                           |
| Menhir de la chapelle Sainte Emerence          | Grand-Champ            |                                                                                   |                                                        | 47° 47′ 00″ N, 2° 48′ 22″ O                                                                     |                                           |
| Menhir de Motten-Stoubo                        | Grand-Champ            |                                                                                   | renversé                                               | 47° 48′ 17″ N, 2° 53′ 28″ O                                                                     |                                           |
| Menhir de Ty Neüé                              | Grand-Champ            |                                                                                   | renversé                                               | 47° 46′ 56″ N, 2° 48′ 32″ O                                                                     |                                           |
| Allée couverte de Kerloret                     | Groix                  | autre nom allée couverte de Men Cruguel                                           | ruinée                                                 | 47° 38′ 10″ N, 3° 28′ 48″ O                                                                     |                                           |
| Allée couverte de Kerrohet                     | Groix                  |                                                                                   |                                                        | 47° 38′ 15″ N, 3° 25′ 38″ O                                                                     |                                           |
| Allée couverte du Storang                      | Groix                  | autres noms allée couverte de Locqueltas, allée couverte de la pointe du Terrible |                                                        | 47° 37′ 24″ N, 3° 27′ 09″ O                                                                     |                                           |
| Dolmen de Beg-er-Vir                           | Groix                  |                                                                                   | détruit                                                |                                                                                                 |                                           |
| Dolmen de Clavezic                             | Groix                  |                                                                                   | détruit                                                |                                                                                                 |                                           |
| Dolmen de Gripp                                | Groix                  | autre nom dolmen de Roc'h Glas                                                    | ruiné                                                  | 47° 38′ 33″ N, 3° 27′ 15″ O                                                                     |                                           |
| Dolmen de Port Melite                          | Groix                  | autre nom Meni Yoc'h                                                              |                                                        | 47° 38′ 23″ N, 3° 25′ 36″ O                                                                     |                                           |
| Dolmen de Vagouar-Huen                         | Groix                  |                                                                                   | Notice no PA00091223                                   | 47° 37′ 27″ N, 3° 25′ 55″ O                                                                     |                                           |
| Dolmens de Butten er Hac'h                     | Groix                  |                                                                                   | détruits                                               |                                                                                                 |                                           |
| Dolmens de Kérabus                             | Groix                  | autres noms dolmens de Grah Velin, Mein Platt                                     | détruits                                               |                                                                                                 |                                           |
| Enceinte de Trehor-Park-Korriger               | Groix                  | enceinte mégalithique                                                             |                                                        | 47° 39′ 07″ N, 3° 29′ 35″ O                                                                     |                                           |
| Men Cam et Men Yann                            | Groix                  | 2 dolmens                                                                         | Notice no PA00091224                                   | 47° 38′ 09″ N, 3° 29′ 14″ O47° 38′ 06″ N, 3° 29′ 09″ O                                          |                                           |
| Menhir de Fort Grognon                         | Groix                  | authenticité incertaine                                                           |                                                        | 47° 39′ 01″ N, 3° 29′ 31″ O                                                                     |                                           |
| Menhir du Fort Surville                        | Groix                  |                                                                                   | débité                                                 |                                                                                                 |                                           |
| Menhir de Kermarec                             | Groix                  |                                                                                   | disparu                                                |                                                                                                 |                                           |
| Menhir Mez Kergatouarn                         | Groix                  | autres noms menhir de l'Apéritif, Bad er Tudy                                     |                                                        | 47° 38′ 16″ N, 3° 26′ 39″ O                                                                     |                                           |
| Menhir de Mez-Kerlard                          | Groix                  |                                                                                   | Notice no PA00091225                                   | 47° 38′ 21″ N, 3° 29′ 43″ O                                                                     |                                           |
| Menhir de la Pointe des Chats,                 | Groix                  |                                                                                   |                                                        | 47° 37′ 14″ N, 3° 25′ 23″ O                                                                     |                                           |
| Menhir de Quelhuit                             | Groix                  | autre nom Men Gourvézet                                                           |                                                        | déplacé 47° 38′ 43″ N, 3° 29′ 09″ O                                                             |                                           |
| Menhir des Sables Rouges                       | Groix                  |                                                                                   |                                                        | 47° 37′ 57″ N, 3° 25′ 02″ O                                                                     |                                           |
| Menhir de Saint-Sauveur                        | Groix                  | autre nom Saluer er Bed                                                           |                                                        | 47° 38′ 26″ N, 3° 27′ 51″ O                                                                     |                                           |
| Monument de Ty Er Hoech                        | Groix                  | autre nom monument de Porhic                                                      | disparu                                                |                                                                                                 |                                           |
| Tumulus de la pointe de Pen Men                | Groix                  |                                                                                   | détruit                                                |                                                                                                 |                                           |
| Alignement de Coët-Plan                        | Guer                   |                                                                                   | Notice no IA00009118                                   | 47° 53′ 30″ N, 2° 10′ 07″ O                                                                     |                                           |
| Allée couverte de la Ville-Boscher             | Guer                   | autre nom le Rocher Maheux                                                        | ruinée                                                 | 47° 53′ 28″ N, 2° 09′ 15″ O                                                                     |                                           |
| Pierre du Diable                               | Guern                  | menhir                                                                            |                                                        | 48° 03′ 21″ N, 3° 06′ 54″ O                                                                     |                                           |
| Menhir de Faouédic                             | Guern                  | autre nom Men Glass                                                               |                                                        | 48° 01′ 36″ N, 3° 08′ 23″ O                                                                     |                                           |
| Menhirs disparus                               | Guern                  |                                                                                   |                                                        | aux lieux-dits Mont-Guern, Mané-Guégan, Keravail                                                |                                           |
| Dolmen de Kerhouarh                            | Guidel                 |                                                                                   |                                                        | déplacé dans la Base d'aéronautique navale de Lann-Bihoué                                       |                                           |
| Dolmen de Lesvariel                            | Guidel                 |                                                                                   |                                                        | 47° 48′ 39″ N, 3° 28′ 02″ O                                                                     |                                           |
| Dolmen de Locmiquel-Méné                       | Guidel                 |                                                                                   | ruiné                                                  | 47° 44′ 31″ N, 3° 29′ 13″ O                                                                     |                                           |
| Dolmen de la Mairie                            | Guidel                 | reconstitué, ancien dolmen situé à Cautres                                        |                                                        | déplacé 47° 47′ 22″ N, 3° 29′ 20″ O                                                             |                                           |
| Dolmen du Méné-Lann Blaënn                     | Guidel                 |                                                                                   | ruiné                                                  | 47° 46′ 37″ N, 3° 29′ 06″ O                                                                     |                                           |
| Dolmens détruits                               | Guidel                 |                                                                                   |                                                        | aux lieux-dits Kernante et Lann Cautuh                                                          |                                           |
| Ensemble mégalithique de Kermartret            | Guidel                 |                                                                                   | détruit                                                |                                                                                                 |                                           |
| Menhir de Kerdudal                             | Guidel                 | authenticité incertaine                                                           |                                                        |                                                                                                 |                                           |
| Menhirs détruits                               | Guidel                 |                                                                                   |                                                        | lieux-dits Parc Menhir, Kerrio, Stanko, Sauldraye, Pen Mené, Saint-Fiacre                       |                                           |
| Allée couverte de Kerviniou                    | Guiscriff              |                                                                                   | Notice no PA00091272 Notice no PA00091273              | 48° 01′ 01″ N, 3° 37′ 19″ O                                                                     |                                           |
| Menhir de Botréal                              | Guiscriff              |                                                                                   | détruit                                                |                                                                                                 |                                           |
| Menhir de Kerviniou                            | Guiscriff              |                                                                                   |                                                        | 48° 00′ 34″ N, 3° 36′ 51″ O                                                                     |                                           |
| Menhir de Ty Jambou                            | Guiscriff              |                                                                                   | Notice no IA00008519                                   | 48° 01′ 49″ N, 3° 38′ 54″ O                                                                     |                                           |
| Dolmen de la Villeneuve-Saint-Caradec          | Hennebont              |                                                                                   | détruit                                                |                                                                                                 |                                           |
| Menhir de Kerolic                              | Hennebont              | christianisé                                                                      | Notice no IA00009557                                   | 47° 47′ 46″ N, 3° 16′ 23″ O                                                                     |                                           |
| Alignement du Douet                            | Hœdic                  |                                                                                   |                                                        | 47° 20′ 35″ N, 2° 52′ 42″ O                                                                     | Alignement du Douet                       |
| Alignement du Groah Denn                       | Hœdic                  |                                                                                   |                                                        | 47° 20′ 34″ N, 2° 52′ 47″ O                                                                     | Alignement du Groah Denn                  |
| Alignement du Paluden                          | Hœdic                  |                                                                                   |                                                        | 47° 20′ 14″ N, 2° 52′ 43″ O                                                                     | Alignement du Paluden                     |
| Coffre de Beg-Lagad                            | Hœdic                  |                                                                                   |                                                        | 47° 20′ 49″ N, 2° 52′ 06″ O                                                                     |                                           |
| Dolmen de la Croix                             | Hœdic                  |                                                                                   | Classé MH (1926)                                       | 47° 20′ 24″ N, 2° 52′ 05″ O                                                                     | Dolmen de la Croix                        |
| Dolmen de Groah-er-Bley                        | Hœdic                  |                                                                                   | ruiné                                                  | 47° 20′ 00″ N, 2° 52′ 07″ O                                                                     | Dolmen de Groah-er-Bley                   |
| Dolmen de Port Louit                           | Hœdic                  |                                                                                   |                                                        | 47° 20′ 07″ N, 2° 53′ 06″ O                                                                     | Dolmen de Port Louit                      |
| Dolmen du Télégraphe                           | Hœdic                  | autre nom Dolmen de Coh-Castel                                                    |                                                        | 47° 20′ 39″ N, 2° 53′ 20″ O                                                                     | Dolmen du Télégraphe                      |
| Lenn Chipont                                   | Hœdic                  | menhir                                                                            |                                                        | 47° 20′ 12″ N, 2° 52′ 25″ O                                                                     | Lenn Chipont                              |
| Menhir couché                                  | Hœdic                  |                                                                                   |                                                        | 47° 20′ 29″ N, 2° 52′ 07″ O                                                                     | Menhir couché                             |
| Menhir de Port La Croix                        | Hœdic                  |                                                                                   |                                                        | immergé                                                                                         |                                           |
| Menhir de la Vierge                            | Hœdic                  |                                                                                   | Classé MH (1926)                                       | 47° 20′ 23″ N, 2° 52′ 04″ O                                                                     | Menhir de la Vierge                       |
| Alignement de Brouel                           | Île-aux-Moines         |                                                                                   | Notice no PA56000122                                   | 47° 35′ 27″ N, 2° 49′ 50″ O                                                                     |                                           |
| Cromlech de Kergonan                           | Île-aux-Moines         |                                                                                   | Notice no PA00091302                                   | 47° 35′ 27″ N, 2° 51′ 05″ O                                                                     |                                           |
| Dolmen de Kergrahiec                           | Île-aux-Moines         | autre nom dolmen de Rahic                                                         |                                                        |                                                                                                 |                                           |
| Dolmen de Kerno                                | Île-aux-Moines         |                                                                                   |                                                        | 47° 34′ 57″ N, 2° 51′ 19″ O                                                                     |                                           |
| Dolmen de Penhap                               | Île-aux-Moines         |                                                                                   | Notice no PA00091303                                   | 47° 34′ 17″ N, 2° 51′ 28″ O                                                                     |                                           |
| Dolmens de la pointe de Nioul                  | Île-aux-Moines         | 2 dolmens                                                                         | Notice no PA56000123                                   | 47° 33′ 38″ N, 2° 51′ 33″ O                                                                     |                                           |
| Ensemble mégalithique de Roh-Vras              | Île-aux-Moines         | 1 dolmen, 4 menhirs                                                               | Notice no PA56000124                                   |                                                                                                 |                                           |
| Menhir de Kerno                                | Île-aux-Moines         |                                                                                   |                                                        | 47° 34′ 41″ N, 2° 51′ 22″ O                                                                     |                                           |
| Dolmens de la pointe de Liouse                 | Île-d'Arz              | 3 dolmens                                                                         | Notice no PA56000125                                   | 47° 34′ 45″ N, 2° 48′ 45″ O                                                                     |                                           |
| Alignement de Séniz                            | Île-d'Houat            |                                                                                   |                                                        | 47° 23′ 38″ N, 2° 59′ 49″ O                                                                     |                                           |
| Dolmen de Groh Velin                           | Île-d'Houat            |                                                                                   | ruiné                                                  |                                                                                                 |                                           |
| Dolmen de Stang-Vras                           | Île-d'Houat            |                                                                                   | Notice no PA00091295                                   | 47° 23′ 46″ N, 2° 59′ 06″ O                                                                     |                                           |
| Menhir de Bar-Kreiz                            | Île-d'Houat            |                                                                                   | Notice no PA00091297                                   |                                                                                                 |                                           |
| Menhir de Men-Gwen                             | Île-d'Houat            |                                                                                   | Notice no PA00091298                                   | disparu                                                                                         |                                           |
| Menhir de Parc-er-Menhir                       | Île-d'Houat            |                                                                                   | Notice no PA00091299                                   | 47° 23′ 23″ N, 2° 57′ 46″ O                                                                     | Menhir de Parc-er-Menhir                  |
| Menhir de Perh Bras                            | Île-d'Houat            |                                                                                   |                                                        | 47° 23′ 21″ N, 2° 58′ 24″ O                                                                     |                                           |
| Menhirs de Men Plat                            | Île-d'Houat            |                                                                                   | Notice no PA00091300                                   | 47° 23′ 24″ N, 2° 58′ 06″ O                                                                     |                                           |
| Tumulus de Bod-en-Lann-Vras                    | Île-d'Houat            |                                                                                   | Notice no PA00091294                                   | 47° 23′ 16″ N, 2° 57′ 33″ O                                                                     |                                           |
| Tumulus d'Er Stangvras                         | Île-d'Houat            |                                                                                   | Notice no PA00091301                                   | 47° 23′ 46″ N, 2° 59′ 06″ O                                                                     |                                           |
| Dolmen du Bünz                                 | Inzinzac-Lochrist      |                                                                                   | Notice no PA00091309                                   | 47° 49′ 57″ N, 3° 14′ 57″ O                                                                     |                                           |
| Cairn de Tal Ar Mor                            | Kervignac              |                                                                                   |                                                        |                                                                                                 |                                           |
| Dolmens détruits                               | Kervignac              |                                                                                   |                                                        | aux lieux-dits Kermadio, Lopriac                                                                |                                           |
| Er Tri Men                                     | Kervignac              | dolmen                                                                            | Notice no PA00091327                                   | 47° 47′ 45″ N, 3° 13′ 47″ O                                                                     |                                           |
| Dolmens détruits                               | Landévant              |                                                                                   |                                                        | aux lieux-dits Moulin de Plusquen, Guillerit et Keraet                                          |                                           |
| Cairn de Bellann                               | Lanester               |                                                                                   |                                                        |                                                                                                 |                                           |
| Dolmen de Kercand                              | Lanester               |                                                                                   | détruit vers 1950                                      |                                                                                                 |                                           |
| Dolmen de Malachappe                           | Lanester               | autre nom dolmen de Kervanguen                                                    | détruit                                                |                                                                                                 |                                           |
| Alignement d'Ar-Guernevé                       | Langoëlan              |                                                                                   | détruit                                                |                                                                                                 |                                           |
| Dolmen de la Villeneuve                        | Langoëlan              |                                                                                   |                                                        | 48° 08′ 15″ N, 3° 12′ 31″ O                                                                     |                                           |
| Menhir de Guernendalen                         | Langoëlan              |                                                                                   | détruit                                                |                                                                                                 |                                           |
| Menhir du Bodéro                               | Langonnet              |                                                                                   |                                                        | 48° 05′ 14″ N, 3° 30′ 13″ O                                                                     |                                           |
| Alignements de Kersolan                        | Languidic              |                                                                                   | Notice no PA00091343                                   | 47° 50′ 37″ N, 3° 04′ 48″ O                                                                     |                                           |
| Allée couverte de Kerscoul                     | Languidic              |                                                                                   | détruite                                               |                                                                                                 |                                           |
| Allée couverte de Mané- Nestréan               | Languidic              |                                                                                   |                                                        | 47° 51′ 54″ N, 3° 09′ 19″ O                                                                     |                                           |
| Allée couverte de Rolas                        | Languidic              |                                                                                   | détruite                                               |                                                                                                 |                                           |
| Dolmen de Kermarhic                            | Languidic              |                                                                                   |                                                        | 47° 47′ 18″ N, 3° 10′ 41″ O                                                                     |                                           |
| Menhir de Kerdanué                             | Languidic              |                                                                                   |                                                        | 47° 52′ 13″ N, 3° 07′ 34″ O                                                                     |                                           |
| Menhir de Kerdoret                             | Languidic              |                                                                                   |                                                        | 47° 52′ 36″ N, 3° 07′ 17″ O                                                                     |                                           |
| Menhir de Pont-er-Pach                         | Languidic              |                                                                                   |                                                        | 47° 49′ 37″ N, 3° 12′ 05″ O                                                                     |                                           |
| Menhir du Petit-Resto                          | Languidic              |                                                                                   |                                                        | 47° 51′ 24″ N, 3° 04′ 43″ O                                                                     |                                           |
| Allée couverte de Keroual                      | Lanvénégen             |                                                                                   |                                                        | 48° 00′ 36″ N, 3° 34′ 22″ O                                                                     |                                           |
| Cairn de Gavrinis                              | Larmor-Baden           |                                                                                   | Notice no PA00091357                                   | 47° 34′ 19″ N, 2° 53′ 56″ O                                                                     |                                           |
| Cairn de l'Île Longue                          | Larmor-Baden           |                                                                                   | Notice no PA56000126                                   | 47° 34′ 01″ N, 2° 54′ 29″ O                                                                     |                                           |
| Dolmen de Berder                               | Larmor-Baden           |                                                                                   |                                                        | 47° 34′ 36″ N, 2° 53′ 26″ O                                                                     |                                           |
| Dolmen de la pointe nord de Berder             | Larmor-Baden           |                                                                                   |                                                        | 47° 34′ 56″ N, 2° 53′ 05″ O                                                                     |                                           |
| Tumulus d'Etal-Berder                          | Larmor-Baden           |                                                                                   | Notice no PA00091356                                   | 47° 34′ 57″ N, 2° 53′ 30″ O                                                                     |                                           |
| Beg Monach                                     | Larmor-Plage           | type indéterminé                                                                  | détruit                                                |                                                                                                 |                                           |
| Dolmens de Kerguelen                           | Larmor-Plage           | deux dolmens                                                                      |                                                        | 47° 42′ 21″ N, 3° 24′ 13″ O                                                                     |                                           |
| Menhir du Bourg                                | Larmor-Plage           |                                                                                   | détruit vers 1920                                      |                                                                                                 |                                           |
| Tumulus de la Cour de la Haye                  | Larré                  |                                                                                   |                                                        | 47° 43′ 38″ N, 2° 29′ 43″ O                                                                     |                                           |
| Dolmen de la Clarté                            | Lauzach                |                                                                                   |                                                        | 47° 36′ 03″ N, 2° 34′ 30″ O                                                                     |                                           |
| Alignements de Kerpenhir                       | Locmariaquer           |                                                                                   | Notice no PA56000127                                   | 47° 33′ 29″ N, 2° 55′ 29″ O                                                                     |                                           |
| Dolmen d'Er Houel                              | Locmariaquer           |                                                                                   | Notice no PA56000128                                   | 47° 33′ 14″ N, 2° 57′ 45″ O                                                                     |                                           |
| Dolmen de Kercadoret                           | Locmariaquer           |                                                                                   | Notice no PA00091380                                   | 47° 35′ 23″ N, 2° 58′ 42″ O                                                                     |                                           |
| Dolmen de Kerlud                               | Locmariaquer           |                                                                                   | Notice no PA00091383                                   | 47° 34′ 01″ N, 2° 57′ 23″ O                                                                     |                                           |
| Dolmen de Kerpenhir                            | Locmariaquer           |                                                                                   | détruit                                                |                                                                                                 |                                           |
| Dolmen de Kerveresse                           | Locmariaquer           |                                                                                   | Notice no PA00091384                                   | 47° 34′ 54″ N, 2° 57′ 47″ O                                                                     |                                           |
| Dolmen de Saint-Pierre-Lopérec                 | Locmariaquer           |                                                                                   | Notice no PA56000129                                   | 47° 34′ 00″ N, 2° 58′ 17″ O                                                                     |                                           |
| Dolmen du Coët-Courzo                          | Locmariaquer           |                                                                                   |                                                        | 47° 35′ 26″ N, 2° 58′ 20″ O                                                                     |                                           |
| Dolmen du Mané-Rutual                          | Locmariaquer           |                                                                                   | Notice no PA00091387                                   | 47° 34′ 09″ N, 2° 56′ 52″ O                                                                     |                                           |
| Dolmens de Kerdaniel                           | Locmariaquer           | 2 dolmens                                                                         | Notice no PA00091381                                   | 47° 36′ 00″ N, 2° 58′ 37″ O                                                                     |                                           |
| Grand menhir brisé d'Er Grah                   | Locmariaquer           |                                                                                   | Notice no PA00091390                                   | 47° 34′ 17″ N, 2° 57′ 01″ O                                                                     |                                           |
| Menhir couché du Bronso                        | Locmariaquer           |                                                                                   | Notice no PA00091389                                   | 47° 34′ 11″ N, 2° 56′ 50″ O                                                                     |                                           |
| Menhir de Goémorent                            | Locmariaquer           |                                                                                   | Notice no PA56000127                                   | immergé 47° 33′ 34″ N, 2° 55′ 33″ O                                                             |                                           |
| Menhir de Mein Er Mere                         | Locmariaquer           |                                                                                   | Notice no PA56000130                                   | immergé 47° 34′ 20″ N, 2° 56′ 35″ O                                                             |                                           |
| Menhirs de Mané-er-Hroëk                       | Locmariaquer           |                                                                                   |                                                        | 47° 33′ 45″ N, 2° 56′ 16″ O                                                                     |                                           |
| Pierres Plates                                 | Locmariaquer           |                                                                                   | Notice no PA00091385                                   | 47° 33′ 24″ N, 2° 57′ 03″ O                                                                     |                                           |
| Table des Marchand                             | Locmariaquer           |                                                                                   | Notice no PA00091386                                   | 47° 34′ 18″ N, 2° 56′ 59″ O                                                                     |                                           |
| Tumulus d'Er Grah                              | Locmariaquer           |                                                                                   | Notice no PA00091391                                   | 47° 34′ 20″ N, 2° 57′ 03″ O                                                                     |                                           |
| Tumulus du Mané er Hroëck                      | Locmariaquer           |                                                                                   | Notice no PA00091392                                   | 47° 33′ 46″ N, 2° 56′ 18″ O                                                                     |                                           |
| Tumulus du Mané-Lud                            | Locmariaquer           |                                                                                   | Notice no PA00091385                                   | 47° 34′ 26″ N, 2° 57′ 03″ O                                                                     |                                           |
| Allée couverte de Kerhel                       | Locoal-Mendon          |                                                                                   | ruinée                                                 | 47° 42′ 33″ N, 3° 05′ 54″ O                                                                     |                                           |
| Dolmen de Kerbachic                            | Locoal-Mendon          |                                                                                   | ruiné                                                  | 47° 40′ 38″ N, 3° 07′ 26″ O                                                                     |                                           |
| Dolmen de Locqueltas                           | Locoal-Mendon          |                                                                                   | Notice no PA00091398                                   | 47° 40′ 16″ N, 3° 06′ 49″ O                                                                     |                                           |
| Dolmen de Mané Bihan                           | Locoal-Mendon          |                                                                                   | Notice no PA00091397                                   | 47° 41′ 21″ N, 3° 07′ 01″ O                                                                     |                                           |
| Dolmens de Mané-er-Loh                         | Locoal-Mendon          | deux dolmens                                                                      | Notice no PA00091399                                   | 47° 41′ 30″ N, 3° 06′ 57″ O                                                                     |                                           |
| Menhir du Cleff                                | Locoal-Mendon          |                                                                                   |                                                        | 47° 41′ 28″ N, 3° 06′ 58″ O                                                                     |                                           |
| Alignement du Bois-Solon                       | Malestroit             |                                                                                   | détruit                                                |                                                                                                 |                                           |
| Allée couverte de Saint-Nizon                  | Malguénac              |                                                                                   | Notice no PA00091428                                   | 48° 04′ 38″ N, 3° 05′ 14″ O                                                                     | Allée couverte de Saint-Nizon             |
| Enceinte mégalithique de Guernic               | Malguénac              |                                                                                   | détruite                                               |                                                                                                 |                                           |
| Menhirs de Saint-Étienne,                      | Malguénac              | autre nom menhirs de Manéven                                                      |                                                        | 48° 04′ 15″ N, 3° 06′ 13″ O                                                                     |                                           |
| Dolmen des Pierres Gouffier                    | Mauron                 | autres noms dolmen de la Saudraie, les Roches des Champs Morgan                   |                                                        | 48° 02′ 48″ N, 2° 15′ 30″ O                                                                     | Dolmen des Pierres Gouffier               |
| Menhir de Bellouan                             | Ménéac                 |                                                                                   |                                                        | 48° 08′ 10″ N, 2° 26′ 31″ O                                                                     |                                           |
| Menhir de Bos Calers                           | Ménéac                 |                                                                                   |                                                        | 48° 08′ 57″ N, 2° 30′ 32″ O                                                                     |                                           |
| Menhir de Camblot                              | Ménéac                 |                                                                                   |                                                        | 48° 08′ 37″ N, 2° 28′ 49″ O                                                                     |                                           |
| Menhir de la Pierre Longue                     | Molac                  |                                                                                   |                                                        | 47° 45′ 48″ N, 2° 28′ 48″ O                                                                     |                                           |
| Alignements des Pierres droites                | Monteneuf              |                                                                                   | Notice no PA56000013                                   | 47° 52′ 56″ N, 2° 11′ 09″ O                                                                     |                                           |
| Allée couverte de Bordouès,                    | Monteneuf              | autre nom allée couverte de la Grée-Basse                                         |                                                        | 47° 52′ 34″ N, 2° 10′ 29″ O                                                                     |                                           |
| Allée couverte de la Loge Morinais             | Monteneuf              | autre nom allée couverte de la Voltais                                            |                                                        | 47° 53′ 17″ N, 2° 11′ 45″ O                                                                     |                                           |
| Pièce couverte                                 | Monteneuf              | autre nom allée couverte du Clos Boschet                                          |                                                        | 47° 52′ 20″ N, 2° 11′ 18″ O                                                                     |                                           |
| Menhir de Pouiho                               | Monteneuf              | autre nom Pierre Blanche                                                          | Notice no IA00009173                                   | 47° 52′ 41″ N, 2° 11′ 20″ O                                                                     |                                           |
| Pierre Lée                                     | Monteneuf              | autre nom menhir de la Verrie                                                     |                                                        | 47° 53′ 53″ N, 2° 10′ 54″ O                                                                     |                                           |
| Sépulture mégalithique de Bécihan              | Monteneuf              |                                                                                   | ruinée                                                 |                                                                                                 |                                           |
| Dolmen de Kermorvant                           | Moustoir-Ac            |                                                                                   | Notice no PA00091456                                   | 47° 50′ 55″ N, 2° 51′ 32″ O                                                                     |                                           |
| Dolmen du Resto                                | Moustoir-Ac            |                                                                                   |                                                        | 47° 50′ 40″ N, 2° 50′ 56″ O                                                                     |                                           |
| Menhir de Botergal                             | Moustoir-Ac            | autre nom menhir du Mené                                                          |                                                        | 47° 50′ 15″ N, 2° 51′ 03″ O                                                                     |                                           |
| Menhir de Cosquéro                             | Moustoir-Ac            | autre nom menhir du Boisker                                                       |                                                        | 47° 49′ 37″ N, 2° 53′ 01″ O                                                                     |                                           |
| Menhir de Kerara                               | Moustoir-Ac            |                                                                                   | Notice no PA00091458                                   | 47° 49′ 22″ N, 2° 51′ 24″ O                                                                     |                                           |
| Menhirs de Kermarquer                          | Moustoir-Ac            | 2 menhirs                                                                         | Notice no PA00091459                                   | 47° 49′ 29″ N, 2° 51′ 32″ O 47° 49′ 30″ N, 2° 51′ 39″ O                                         |                                           |
| Jardin aux Moines                              | Néant-sur-Yvel         |                                                                                   |                                                        | 48° 01′ 11″ N, 2° 17′ 24″ O                                                                     |                                           |
| Dolmen de la Chambrette                        | Nivillac               |                                                                                   | Notice no PA00091463                                   | 47° 34′ 26″ N, 2° 16′ 21″ O                                                                     |                                           |
| Tombeau des Martyrs                            | Nivillac               |                                                                                   | Notice no PA00091464                                   | 47° 34′ 00″ N, 2° 16′ 29″ O                                                                     |                                           |
| Alignement de Rongouët                         | Nostang                |                                                                                   |                                                        | 47° 44′ 37″ N, 3° 11′ 19″ O                                                                     |                                           |
| Dolmens de Rongouët                            | Nostang                | 3 dolmens                                                                         | ruinés                                                 | 47° 44′ 39″ N, 3° 11′ 07″ O                                                                     |                                           |
| Polissoir de Kergoh                            | Nostang                |                                                                                   |                                                        | 47° 44′ 56″ N, 3° 11′ 30″ O                                                                     |                                           |
| Dolmen et menhir de Mein-Arzein                | Pénestin               | autres nom Méarzenne, Pointe du Halguen                                           |                                                        | 47° 29′ 34″ N, 2° 29′ 34″ O                                                                     |                                           |
| Dolmen et menhir de Tréhiguier                 | Pénestin               | autre nom Pierre Blanche                                                          |                                                        | 47° 29′ 35″ N, 2° 26′ 50″ O                                                                     |                                           |
| Alignement de la Croix Peinte                  | Plaudren               |                                                                                   |                                                        | 47° 47′ 23″ N, 2° 41′ 00″ O                                                                     |                                           |
| Allée couverte de Men-Gouarec ou Men Goarec    | Plaudren               |                                                                                   |                                                        | 47° 47′ 48″ N, 2° 44′ 11″ O                                                                     |                                           |
| Dolmen de Cadio                                | Plaudren               |                                                                                   |                                                        | 47° 46′ 53″ N, 2° 43′ 47″ O                                                                     |                                           |
| Dolmen de la Grée                              | Plaudren               |                                                                                   |                                                        | 47° 46′ 03″ N, 2° 39′ 39″ O                                                                     |                                           |
| Menhir de la Croix Peinte                      | Plaudren               |                                                                                   |                                                        |                                                                                                 |                                           |
| Menhir de Kervazy                              | Plaudren               |                                                                                   |                                                        | 47° 47′ 11″ N, 2° 38′ 55″ O                                                                     |                                           |
| Menhir de Trénevé-le-Vallon                    | Plaudren               |                                                                                   |                                                        | 47° 47′ 02″ N, 2° 39′ 56″ O                                                                     |                                           |
| Menhirs de Saint-Bily                          | Plaudren               | 2 menhirs                                                                         |                                                        |                                                                                                 |                                           |
| Quenouille de Gargantua                        | Plaudren               |                                                                                   |                                                        | 47° 47′ 27″ N, 2° 41′ 00″ O                                                                     |                                           |
| Sépulture mégalithique de Menguen-Lanvaux      | Plaudren               |                                                                                   |                                                        | 47° 48′ 19″ N, 2° 41′ 29″ O                                                                     |                                           |
| Sépulture mégalithique de Pont-Bertho          | Plaudren               |                                                                                   |                                                        | 47° 47′ 13″ N, 2° 39′ 00″ O                                                                     |                                           |
| Allée couverte de Coguer Neguinan              | Plescop                | autre nom dolmen du Palastre, allée couverte de Coët-Sal                          | Notice no PA00091474                                   | 47° 41′ 35″ N, 2° 52′ 49″ O                                                                     |                                           |
| Menhir de Lézurgan                             | Plescop                |                                                                                   |                                                        | 47° 41′ 44″ N, 2° 50′ 42″ O                                                                     |                                           |
| Dolmens de Saint-Maugon                        | Pleucadeuc             | 2 dolmens                                                                         | détruits                                               |                                                                                                 |                                           |
| Menhir de Ranion                               | Pleucadeuc             |                                                                                   |                                                        | 47° 45′ 30″ N, 2° 25′ 36″ O                                                                     | Menhir de Ranion                          |
| Menhir des Hautes Landes                       | Pleucadeuc             |                                                                                   |                                                        | 47° 45′ 33″ N, 2° 23′ 33″ O                                                                     |                                           |
| Menhirs de Brétin                              | Pleucadeuc             |                                                                                   |                                                        | 47° 45′ 10″ N, 2° 21′ 51″ O                                                                     |                                           |
| Alignement de Kervarquer                       | Ploemel                |                                                                                   |                                                        | 47° 38′ 57″ N, 3° 05′ 06″ O                                                                     |                                           |
| Alignement du ruisseau de Galzan               | Ploemel                | découvert au début du XXIe siècle                                                 |                                                        |                                                                                                 |                                           |
| Dolmen de Mané-Bogad                           | Ploemel                |                                                                                   | Notice no PA00091485                                   | 47° 38′ 55″ N, 3° 05′ 00″ O                                                                     |                                           |
| Stèle de Guib                                  | Ploemel                |                                                                                   | Notice no PA56000131                                   | 47° 39′ 13″ N, 3° 04′ 44″ O                                                                     |                                           |
| Allée couverte de Kergalan                     | Ploemeur               | autre nom allée couverte de Laudé                                                 |                                                        | 47° 43′ 00″ N, 3° 24′ 46″ O                                                                     |                                           |
| Dolmen d'Ar Roc'h                              | Ploemeur               |                                                                                   |                                                        | 47° 42′ 38″ N, 3° 27′ 20″ O                                                                     |                                           |
| Dolmen de Caudric                              | Ploemeur               |                                                                                   |                                                        | 47° 42′ 15″ N, 3° 26′ 55″ O                                                                     |                                           |
| Dolmen de Saint-Adrien                         | Ploemeur               |                                                                                   | ruiné                                                  | 47° 44′ 21″ N, 3° 29′ 36″ O                                                                     |                                           |
| Dolmen du Cruguellic                           | Ploemeur               |                                                                                   |                                                        | 47° 44′ 11″ N, 3° 29′ 07″ O                                                                     |                                           |
| Dolmens de Penher                              | Ploemeur               | 2 dolmens                                                                         | 1 disparu, 1 ruiné                                     |                                                                                                 |                                           |
| Dolmens disparus ou détruits                   | Ploemeur               |                                                                                   |                                                        | aux lieux-dits Talus Bihan, Courégan, Kerroch, Fort du Talut, Guermeur, Kerouran                |                                           |
| Menhir de Courégant                            | Ploemeur               |                                                                                   |                                                        | 47° 42′ 51″ N, 3° 28′ 09″ O                                                                     | Menhir de Courégant                       |
| Menhir de Kerroch                              | Ploemeur               |                                                                                   |                                                        | 47° 42′ 21″ N, 3° 27′ 34″ O                                                                     |                                           |
| Menhir du Fort du Talud                        | Ploemeur               |                                                                                   |                                                        | déplacé 47° 41′ 49″ N, 3° 26′ 58″ O                                                             |                                           |
| Menhirs de Guermeur                            | Ploemeur               | 2 menhirs couchés                                                                 |                                                        | 47° 42′ 14″ N, 3° 26′ 31″ O                                                                     |                                           |
| Menhirs disparus                               | Ploemeur               |                                                                                   |                                                        | aux lieux-dits Moulin du Gaillac, Kervenaouis                                                   |                                           |
| Tertres tumulaires de Kerham                   | Ploemeur               | 6 tertres dont 3 mégalithiques                                                    |                                                        | 47° 43′ 07″ N, 3° 28′ 42″ O                                                                     |                                           |
| Tertres tumulaires disparus ou détruits        | Ploemeur               |                                                                                   |                                                        | aux lieux-dits Courégan, Briantec, Kerroch, Guermeur                                            |                                           |
| Allée couverte du Lannic                       | Ploërdut               |                                                                                   | ruinée                                                 | 48° 05′ 35″ N, 3° 13′ 36″ O                                                                     |                                           |
| Menhir de Quénepozen                           | Ploërdut               |                                                                                   |                                                        | 48° 05′ 49″ N, 3° 16′ 02″ O                                                                     |                                           |
| Menhir du Lannic                               | Ploërdut               |                                                                                   |                                                        | 48° 05′ 30″ N, 3° 13′ 49″ O                                                                     |                                           |
| Allée couverte de Haut-Bezon                   | Ploërmel               |                                                                                   |                                                        | 47° 54′ 51″ N, 2° 25′ 24″ O                                                                     | Allée couverte de Haut-Bézon              |
| Allée couverte de la Ville Bouquet             | Ploërmel               |                                                                                   |                                                        | 47° 55′ 05″ N, 2° 25′ 51″ O                                                                     | Allée couverte de la Ville Bouquet        |
| Allée couverte du Hino                         | Ploërmel               |                                                                                   |                                                        | 47° 57′ 23″ N, 2° 22′ 00″ O                                                                     | Allée couverte du Hino                    |
| Menhir de la Maison-Neuve                      | Ploërmel               |                                                                                   |                                                        | 47° 53′ 15″ N, 2° 20′ 52″ O                                                                     | Menhir de la Maison-Neuve                 |
| Menhir du Piprais                              | Ploërmel               |                                                                                   |                                                        | 47° 53′ 08″ N, 2° 20′ 57″ O                                                                     | Menhir du Piprais                         |
| Dolmen du Verger                               | Plouay                 |                                                                                   | détruit                                                |                                                                                                 |                                           |
| Dolmens de Kerroyal                            | Plougoumelen           |                                                                                   |                                                        | 47° 39′ 55″ N, 2° 55′ 37″ O                                                                     |                                           |
| Alignement de Sainte-Barbe                     | Plouharnel             |                                                                                   | Notice no PA00091528                                   | 47° 36′ 32″ N, 3° 08′ 00″ O                                                                     |                                           |
| Alignements du Vieux-Moulin                    | Plouharnel             |                                                                                   | Notice no PA00091517                                   | 47° 36′ 23″ N, 3° 07′ 10″ O47° 36′ 26″ N, 3° 07′ 12″ O                                          |                                           |
| Cromlech de Crucuno                            | Plouharnel             |                                                                                   | Notice no PA00091521                                   | 47° 37′ 27″ N, 3° 07′ 19″ O                                                                     |                                           |
| Dolmen de Cosquer                              | Plouharnel             | dénomination attribuée à 3 dolmens distincts                                      | Notice no PA00091523                                   | 47° 37′ 14″ N, 3° 06′ 09″ O                                                                     |                                           |
| Dolmen de Crucuno                              | Plouharnel             |                                                                                   | Notice no PA00091522                                   | 47° 37′ 27″ N, 3° 07′ 35″ O                                                                     |                                           |
| Dolmen de Kergavat                             | Plouharnel             |                                                                                   | Notice no PA00091524                                   | 47° 35′ 46″ N, 3° 06′ 26″ O                                                                     |                                           |
| Dolmen de Kergazec                             | Plouharnel             |                                                                                   | Notice no PA56000071                                   | 47° 37′ 01″ N, 3° 07′ 43″ O                                                                     |                                           |
| Dolmen de Kerroch                              | Plouharnel             |                                                                                   |                                                        | 47° 35′ 18″ N, 3° 06′ 19″ O                                                                     |                                           |
| Dolmen de Runesto                              | Plouharnel             |                                                                                   | Notice no PA00091526                                   | 47° 36′ 32″ N, 3° 05′ 53″ O                                                                     |                                           |
| Dolmens de Kernehvé                            | Plouharnel             | 2 dolmens                                                                         | 1 ruiné, 1 disparu                                     | 47° 36′ 57″ N, 3° 07′ 32″ O                                                                     |                                           |
| Dolmens de Mané-Rumor                          | Plouharnel             | 4 dolmens, 2 disparus                                                             | Notice no PA00091525                                   | 47° 36′ 53″ N, 3° 07′ 09″ O                                                                     |                                           |
| Dolmens de Rondossec                           | Plouharnel             | 3 dolmens                                                                         | Notice no PA00091527                                   | 47° 36′ 03″ N, 3° 07′ 01″ O                                                                     |                                           |
| Dolmen et menhir de Kergonan                   | Plouharnel             |                                                                                   |                                                        | dans l'enceinte de l'Abbaye Saint-Michel                                                        |                                           |
| Dolmens disparus ou détruits                   | Plouharnel             |                                                                                   |                                                        | aux lieux-dits Kergazec, Kergonan, Kerberenne, Kerogil, Glevenay, Mané Ronquellec, Tena Braz    |                                           |
| Enceinte de Cosquer                            | Plouharnel             |                                                                                   | détruite                                               |                                                                                                 |                                           |
| Alignements de Pen-er-Pont                     | Plouhinec              |                                                                                   |                                                        | 47° 43′ 05″ N, 3° 14′ 53″ O                                                                     |                                           |
| Alignements du Gueldro                         | Plouhinec              |                                                                                   | Notice no PA00091530                                   | 47° 41′ 16″ N, 3° 15′ 06″ O                                                                     |                                           |
| Dolmen de Beg-an-Havr                          | Plouhinec              |                                                                                   | enfoui sous le sable                                   | 47° 38′ 53″ N, 3° 12′ 52″ O                                                                     |                                           |
| Dolmen de Mané-Braz                            | Plouhinec              |                                                                                   | disparu                                                |                                                                                                 |                                           |
| Dolmen de Roc'h Kerouaren                      | Plouhinec              | autre nom dolmen de Pont-Mouton                                                   |                                                        | 47° 42′ 33″ N, 3° 14′ 45″ O                                                                     |                                           |
| Dolmen de Kerbasquin                           | Plouhinec              |                                                                                   | disparu                                                |                                                                                                 |                                           |
| Dolmens de Kerliscouet                         | Plouhinec              | 3 dolmens                                                                         | 1 ruiné, 2 détruits                                    | 47° 41′ 11″ N, 3° 15′ 52″ O                                                                     |                                           |
| Menhir de l'îlot de Nestadio                   | Plouhinec              |                                                                                   |                                                        | 47° 41′ 21″ N, 3° 11′ 52″ O                                                                     |                                           |
| Menhir de Kerabus                              | Plouhinec              | unique vestige de l'alignement de Kervelhué                                       |                                                        | 47° 40′ 49″ N, 3° 14′ 22″ O                                                                     |                                           |
| Menhir de Kerfourcher                          | Plouhinec              | menhir incertain                                                                  |                                                        | 47° 42′ 50″ N, 3° 14′ 44″ O                                                                     |                                           |
| Menhir de Rhun                                 | Plouhinec              | autre nom menhir du Presbytère                                                    |                                                        | 47° 40′ 02″ N, 3° 13′ 20″ O                                                                     | Menhir de Rhun                            |
| Menhir du Bourg                                | Plouhinec              |                                                                                   | Notice no PA00091531                                   | 47° 41′ 36″ N, 3° 15′ 15″ O                                                                     |                                           |
| Menhirs de Men-Roquil                          | Plouhinec              | autre nom alignement de Keroué                                                    | Notice no PA00091532                                   | 47° 41′ 04″ N, 3° 14′ 41″ O                                                                     |                                           |
| Dolmen de Guidfosse                            | Plouray                |                                                                                   | Notice no PA00091534                                   | 48° 08′ 02″ N, 3° 22′ 40″ O                                                                     |                                           |
| Alignements du Haut Brambien                   | Pluherlin Saint-Gravé  |                                                                                   | détruits                                               |                                                                                                 |                                           |
| Dolmen de Trébrun                              | Pluherlin              |                                                                                   | ruiné                                                  | 47° 43′ 27″ N, 2° 23′ 44″ O                                                                     |                                           |
| Menhir de la Pierre Longue                     | Pluherlin              |                                                                                   | Notice no IA00008736                                   | 47° 43′ 47″ N, 2° 20′ 50″ O                                                                     |                                           |
| Menhir de Trébrun                              | Pluherlin              |                                                                                   | renversé                                               | 47° 43′ 34″ N, 2° 23′ 45″ O                                                                     |                                           |
| Menhir de Talvé                                | Pluherlin              |                                                                                   | Notice no IA00008735                                   | 47° 44′ 09″ N, 2° 23′ 56″ O                                                                     |                                           |
| Menhir du Vau d'Arz                            | Pluherlin              |                                                                                   |                                                        | 47° 42′ 51″ N, 2° 20′ 02″ O                                                                     |                                           |
| Menhirs du Bonnet Rouge                        | Pluherlin              | 2 menhirs                                                                         | Notice no IA00008752                                   | 47° 43′ 57″ N, 2° 19′ 39″ O                                                                     |                                           |
| Pierre au Berceau                              | Pluherlin              | menhir                                                                            |                                                        |                                                                                                 |                                           |
| Allée couverte de Kerlano                      | Plumelec               |                                                                                   |                                                        | 47° 48′ 10″ N, 2° 39′ 42″ O                                                                     |                                           |
| Allée couverte de Kersimon                     | Plumelec               |                                                                                   | détruite                                               |                                                                                                 |                                           |
| Dolmen de la Route de Saint-Jean               | Plumelec               |                                                                                   | disparu ou détruit                                     |                                                                                                 |                                           |
| Menhir du Bois de Cadoudal                     | Plumelec               |                                                                                   |                                                        | 47° 47′ 14″ N, 2° 39′ 07″ O                                                                     |                                           |
| Roche de Migourdy                              | Plumelec               | dolmen                                                                            |                                                        | 47° 48′ 53″ N, 2° 38′ 36″ O                                                                     |                                           |
| Dolmen de Kermabon                             | Pluméliau-Bieuzy       |                                                                                   | Classé MH (1935)                                       | 47° 59′ 49″ N, 3° 02′ 42″ O                                                                     |                                           |
| Dolmen de Bransquel                            | Pluneret               | découvert en 1964 autre nom dolmen du Mané-Braz                                   |                                                        | 47° 39′ 32″ N, 2° 56′ 44″ O                                                                     |                                           |
| Dolmen de Kervingu                             | Pluneret               | autre nom dolmen de er-Mané                                                       | Notice no PA00091561                                   | 47° 41′ 11″ N, 2° 56′ 49″ O                                                                     |                                           |
| Coffre mégalithique du Soucho,                 | Pluvigner              |                                                                                   |                                                        |                                                                                                 |                                           |
| Menhir de la Houssaie                          | Pontivy                |                                                                                   | Notice no IA00010386                                   | déplacé vers le cimetière depuis la chapelle de la Houssaye en 1804 48° 03′ 26″ N, 2° 57′ 15″ O |                                           |
| Dolmen de l'Îlot Souris                        | Port-Louis             |                                                                                   |                                                        |                                                                                                 |                                           |
| Allée couverte de Botquenven                   | Priziac                |                                                                                   | ruinée                                                 | 48° 02′ 32″ N, 3° 27′ 49″ O                                                                     |                                           |
| Dolmen de Rostren                              | Priziac                |                                                                                   |                                                        | 48° 02′ 36″ N, 3° 24′ 17″ O                                                                     |                                           |
| Dolmen de Kernédre                             | Questembert            |                                                                                   |                                                        |                                                                                                 |                                           |
| Menhir de Coët-Bihan                           | Questembert            |                                                                                   |                                                        |                                                                                                 |                                           |
| Menhirs du Bodan                               | Questembert            |                                                                                   |                                                        |                                                                                                 |                                           |
| Dolmen de Kerscant                             | Quéven                 |                                                                                   |                                                        | 47° 48′ 04″ N, 3° 24′ 15″ O                                                                     |                                           |
| Dolmens de Kerroc'h                            | Quéven                 | 2 dolmens                                                                         | Notice no PA00091603                                   | 47° 47′ 57″ N, 3° 24′ 59″ O                                                                     |                                           |
| Dolmens disparus ou détruits                   | Quéven                 |                                                                                   |                                                        | aux lieux-dits Berg er Lann, Mané Guen, Kérigan, Kerlouis                                       |                                           |
| Menhir de Kerdéhoret                           | Quéven                 |                                                                                   |                                                        | 47° 47′ 30″ N, 3° 27′ 22″ O                                                                     |                                           |
| Menhir de Kerroc'h                             | Quéven                 |                                                                                   |                                                        | 47° 47′ 55″ N, 3° 25′ 15″ O                                                                     |                                           |
| Menhir de Sac'h Queven                         | Quéven                 |                                                                                   |                                                        | 47° 46′ 35″ N, 3° 22′ 35″ O                                                                     |                                           |
| Allée couverte de la Pointe-de-Guéritte        | Quiberon               |                                                                                   | Notice no PA00091606                                   | 47° 28′ 51″ N, 3° 08′ 13″ O                                                                     |                                           |
| Dolmen de Beg-er-Goh-Lannec                    | Quiberon               | autre nom tumulus de la Pointe d'Er-Limouzen                                      | complètement ruiné Notice no PA00091619                | 47° 29′ 15″ N, 3° 08′ 35″ O                                                                     |                                           |
| Dolmen du Conguel                              | Quiberon               |                                                                                   | Notice no PA00091607                                   | 47° 28′ 25″ N, 3° 05′ 48″ O                                                                     |                                           |
| Dolmens de Manémeur                            | Quiberon               | 3 dolmens                                                                         | détruits,                                              | 47° 29′ 02″ N, 3° 07′ 56″ O                                                                     |                                           |
| Dolmen de l'Îlot de Toul-Bras                  | Quiberon               |                                                                                   | Notice no PA00091608                                   | 47° 27′ 55″ N, 3° 04′ 02″ O                                                                     |                                           |
| Menhir de Beg er Vil                           | Quiberon               |                                                                                   |                                                        | 47° 28′ 30″ N, 3° 06′ 33″ O                                                                     | Menhir de Beg er Vil                      |
| Menhir d'Er Men Guen                           | Quiberon               | autre nom menhir du Fort Saint Julien                                             |                                                        | 47° 29′ 45″ N, 3° 07′ 31″ O                                                                     |                                           |
| Menhir de Goulvarc'h                           | Quiberon               |                                                                                   | Inscrit MH (1978)                                      | 47° 28′ 31″ N, 3° 05′ 51″ O                                                                     | Menhir de Goulvarc'h                      |
| Menhir de la Pointe-de-Guéritte                | Quiberon               |                                                                                   | Classé MH (1933)                                       | 47° 28′ 53″ N, 3° 08′ 12″ O                                                                     | Menhir de la Pointe-de-Guéritte           |
| Menhir de la pointe d'Er-Limouzen              | Quiberon               |                                                                                   | Classé MH (1933)                                       | 47° 29′ 13″ N, 3° 08′ 32″ O                                                                     | Menhir de la pointe d'Er-Limouzen         |
| Menhir et dolmen de Roc'h Priol                | Quiberon               |                                                                                   | disparus                                               |                                                                                                 |                                           |
| Menhir du Conguel                              | Quiberon               |                                                                                   |                                                        | déplacé 47° 28′ 25″ N, 3° 05′ 47″ O                                                             | Menhir du Conguel                         |
| Menhirs de Beg-er-Goh-Lannec                   | Quiberon               | 2 menhirs                                                                         | Classé MH (1931)                                       | 47° 29′ 01″ N, 3° 08′ 30″ O 47° 29′ 02″ N, 3° 08′ 29″ O                                         | Menhir n°1 de Beg-er-Goh-Lannec           |
| Menhirs de Mané-Meur                           | Quiberon               | 3 menhirs                                                                         | Classé MH (1889) · Classé MH (1927) · Classé MH (1931) | 47° 28′ 59″ N, 3° 07′ 55″ O 47° 29′ 00″ N, 3° 08′ 06″ O 47° 29′ 00″ N, 3° 08′ 07″ O             | Deux Menhirs de Mané-Meur                 |
| Tumulus de Kerguoch                            | Quiberon               | ruiné                                                                             | Notice no PA00091622                                   |                                                                                                 |                                           |
| Tumulus de Kerniscop                           | Quiberon               | ruiné                                                                             | Notice no PA00091621                                   |                                                                                                 |                                           |
| Menhirs de Guernic                             | Quistinic              |                                                                                   | détruits                                               |                                                                                                 |                                           |
| Menhir de Trobert                              | Réminiac               |                                                                                   |                                                        | 47° 51′ 35″ N, 2° 14′ 01″ O                                                                     |                                           |
| Dolmen de Kerporel                             | Riantec                |                                                                                   |                                                        | 47° 42′ 55″ N, 3° 17′ 12″ O                                                                     |                                           |
| Dolmen de Locjean                              | Riantec                | autre nom dolmen du Rochparc Nehué                                                | ruiné                                                  |                                                                                                 |                                           |
| Menhir de Guernangoué                          | Roudouallec            |                                                                                   | Notice no PA00091648                                   | 48° 08′ 44″ N, 3° 41′ 39″ O                                                                     |                                           |
| Menhir du Petit Moustoir                       | Roudouallec            |                                                                                   | Notice no PA00091649                                   | 48° 05′ 55″ N, 3° 40′ 24″ O                                                                     |                                           |
| Menhir du Digoit                               | Ruffiac                |                                                                                   |                                                        | 47° 48′ 40″ N, 2° 18′ 15″ O                                                                     |                                           |
| Dolmen du Coin-de-l'Or                         | Saint-Abraham          |                                                                                   | détruit en 1890                                        |                                                                                                 |                                           |
| Sépulture mégalithique de Coët-er-Rui          | Saint-Allouestre       |                                                                                   | Notice no PA00091657                                   | 47° 54′ 04″ N, 2° 43′ 31″ O                                                                     |                                           |
| Dolmen de Plaisance                            | Saint-Avé              |                                                                                   | détruit                                                |                                                                                                 |                                           |
| Menhirs de Kernars                             | Saint-Barthélemy       |                                                                                   | Classé MH (1932)                                       | 47° 54′ 42″ N, 3° 04′ 11″ O                                                                     |                                           |
| Allée couverte de Carhon                       | Saint-Congard          | autre nom Dolmen de Bignac                                                        | Notice no IA00009998 détruite en 1904-1905             |                                                                                                 |                                           |
| Allée couverte du Mont-Hersé                   | Saint-Congard          |                                                                                   |                                                        | 47° 44′ 46″ N, 2° 18′ 29″ O                                                                     |                                           |
| Menhir de la Coudraie                          | Saint-Congard          |                                                                                   |                                                        |                                                                                                 |                                           |
| Menhir du Begué                                | Saint-Congard          |                                                                                   |                                                        | 47° 44′ 28″ N, 2° 20′ 00″ O                                                                     |                                           |
| Dolmen de Lizourden                            | Sainte-Hélène          |                                                                                   | disparu                                                |                                                                                                 |                                           |
| Dolmen du Moustoir                             | Sainte-Hélène          |                                                                                   | ruiné                                                  |                                                                                                 |                                           |
| Tumulus de Kerandrun                           | Sainte-Hélène          |                                                                                   | ruiné                                                  |                                                                                                 |                                           |
| Allée couverte de Clos-er-Bé                   | Saint-Gildas-de-Rhuys  | autre nom allée couverte du Net                                                   | Notice no PA00091672                                   | 47° 31′ 49″ N, 2° 50′ 44″ O                                                                     |                                           |
| Dolmen du Port-aux-Moines                      | Saint-Gildas-de-Rhuys  |                                                                                   | Notice no PA00091673                                   | 47° 29′ 32″ N, 2° 50′ 04″ O                                                                     |                                           |
| Menhir de Clos-er-Bé                           | Saint-Gildas-de-Rhuys  |                                                                                   | Notice no PA00091675                                   | 47° 31′ 48″ N, 2° 50′ 45″ O                                                                     |                                           |
| Menhir de Liorh Larzonnic                      | Saint-Gildas-de-Rhuys  |                                                                                   | Notice no PA00091676                                   | 47° 31′ 32″ N, 2° 50′ 31″ O                                                                     |                                           |
| Menhir de Men Guen                             | Saint-Gildas-de-Rhuys  |                                                                                   | Notice no PA00091678                                   | 47° 31′ 34″ N, 2° 50′ 32″ O                                                                     |                                           |
| Menhir de Men-en-Palud                         | Saint-Gildas-de-Rhuys  |                                                                                   | Notice no PA00091677                                   | 47° 31′ 47″ N, 2° 51′ 00″ O                                                                     |                                           |
| Menhir du Net                                  | Saint-Gildas-de-Rhuys  |                                                                                   |                                                        | 47° 31′ 56″ N, 2° 50′ 40″ O                                                                     |                                           |
| Pierre Jaune de Kercambre                      | Saint-Gildas-de-Rhuys  |                                                                                   | Notice no PA00091679                                   | 47° 29′ 13″ N, 2° 48′ 47″ O                                                                     |                                           |
| Dolmen de la Haye                              | Saint-Gravé            |                                                                                   | détruit vers 1920                                      |                                                                                                 |                                           |
| Dolmen des Follets                             | Saint-Gravé            |                                                                                   |                                                        | 47° 43′ 17″ N, 2° 18′ 52″ O                                                                     |                                           |
| Allée couverte des Bellans                     | Saint-Guyomard         |                                                                                   |                                                        | 47° 46′ 20″ N, 2° 31′ 11″ O                                                                     |                                           |
| Allée couverte et menhir du Bignon             | Saint-Guyomard         |                                                                                   |                                                        | 47° 46′ 40″ N, 2° 29′ 18″ O                                                                     |                                           |
| Dolmens de Sournan                             | Saint-Guyomard         | 2 dolmens                                                                         | détruits                                               |                                                                                                 |                                           |
| Dolmen de Kerherne Bodunan                     | Saint-Jean-Brévelay    |                                                                                   |                                                        | 47° 48′ 59″ N, 2° 44′ 38″ O                                                                     |                                           |
| Dolmen de Keruzan                              | Saint-Jean-Brévelay    |                                                                                   |                                                        | 47° 49′ 18″ N, 2° 42′ 48″ O                                                                     |                                           |
| Dolmens de Kerallant                           | Saint-Jean-Brévelay    | 2 dolmens                                                                         | détruits                                               |                                                                                                 |                                           |
| Menhir de Colého                               | Saint-Jean-Brévelay    |                                                                                   |                                                        | 47° 47′ 57″ N, 2° 45′ 01″ O                                                                     |                                           |
| Menhir de Goh-Menhir                           | Saint-Jean-Brévelay    |                                                                                   |                                                        | 47° 48′ 41″ N, 2° 45′ 11″ O                                                                     |                                           |
| Menhir de Kerarmel                             | Saint-Jean-Brévelay    |                                                                                   |                                                        | 47° 49′ 18″ N, 2° 43′ 51″ O                                                                     |                                           |
| Menhir de Lann-Douar                           | Saint-Jean-Brévelay    |                                                                                   |                                                        | 47° 49′ 36″ N, 2° 44′ 32″ O                                                                     |                                           |
| Menhir de Menguen-Lanvaux                      | Saint-Jean-Brévelay    |                                                                                   |                                                        | 47° 48′ 25″ N, 2° 41′ 42″ O                                                                     |                                           |
| Alignement d'Evas                              | Saint-Laurent-sur-Oust |                                                                                   |                                                        | 47° 48′ 19″ N, 2° 19′ 42″ O                                                                     |                                           |
| Menhir de Beaumont                             | Saint-Laurent-sur-Oust |                                                                                   |                                                        | 47° 47′ 03″ N, 2° 18′ 39″ O                                                                     |                                           |
| Menhir du Champ Rullé                          | Saint-Laurent-sur-Oust |                                                                                   |                                                        | 47° 47′ 49″ N, 2° 19′ 12″ O                                                                     |                                           |
| Sépulture mégalithique de Beaumont,            | Saint-Laurent-sur-Oust |                                                                                   |                                                        | 47° 47′ 06″ N, 2° 18′ 40″ O                                                                     |                                           |
| Allée couverte de Trélan                       | Saint-Marcel           |                                                                                   | Notice no PA00091691                                   | 47° 49′ 20″ N, 2° 25′ 43″ O                                                                     |                                           |
| Dolmens de Béhellec                            | Saint-Marcel           | six dolmens                                                                       | Notice no PA00091694                                   | 47° 48′ 01″ N, 2° 26′ 01″ O                                                                     |                                           |
| Dolmen de Kerambel                             | Saint-Philibert        |                                                                                   |                                                        | 47° 35′ 52″ N, 3° 00′ 23″ O                                                                     |                                           |
| Dolmen de Kermané                              | Saint-Philibert        |                                                                                   | Notice no PA00091702                                   | 47° 35′ 42″ N, 2° 59′ 40″ O                                                                     |                                           |
| Dolmens de Kerroch,                            | Saint-Philibert        | autre nom dolmens de Mané-Carnaplaye                                              | Notice no PA56000132                                   | 47° 35′ 20″ N, 3° 00′ 23″ O                                                                     |                                           |
| Dolmen de Kervehennec                          | Saint-Philibert        |                                                                                   | Notice no PA00091703                                   | 47° 35′ 45″ N, 3° 00′ 39″ O                                                                     |                                           |
| Dolmen de Pourhos                              | Saint-Philibert        |                                                                                   |                                                        | 47° 35′ 54″ N, 2° 59′ 51″ O                                                                     |                                           |
| Dolmens de Roh-Vras                            | Saint-Philibert        | 2 dolmens autre nom dolmens de Kerran                                             | Notice no PA00091704                                   | 47° 35′ 54″ N, 2° 59′ 16″ O                                                                     |                                           |
| Menhir de Pourhos                              | Saint-Philibert        | autres noms Men Milene, menhir de Kerangoff                                       | Notice no PA00091705                                   | 47° 35′ 49″ N, 2° 59′ 36″ O                                                                     | Menhir de Pourhos                         |
| Alignement du Petit-Rohu                       | Saint-Pierre-Quiberon  |                                                                                   |                                                        | 47° 30′ 14″ N, 3° 07′ 05″ O                                                                     |                                           |
| Alignements de Kerbourgnec                     | Saint-Pierre-Quiberon  |                                                                                   | Notice no PA00091706 Notice no PA00091707              | 47° 31′ 01″ N, 3° 07′ 43″ O 47° 30′ 57″ N, 3° 07′ 48″ O                                         |                                           |
| Dolmen de Roc-en-Aud                           | Saint-Pierre-Quiberon  |                                                                                   | Notice no PA00091708                                   | 47° 31′ 27″ N, 3° 08′ 10″ O                                                                     | Dolmen de Roc-en-Aud                      |
| Dolmen de Runaron                              | Saint-Pierre-Quiberon  |                                                                                   | ruiné                                                  | 47° 31′ 42″ N, 3° 08′ 50″ O                                                                     |                                           |
| Dolmens de Mané-Becker-Noz                     | Saint-Pierre-Quiberon  | 2 dolmens                                                                         | disparus                                               |                                                                                                 |                                           |
| Dolmens du Port-Blanc                          | Saint-Pierre-Quiberon  |                                                                                   | Notice no PA00091709                                   | 47° 31′ 26″ N, 3° 09′ 20″ O                                                                     |                                           |
| Menhir de Keridanvel                           | Saint-Pierre-Quiberon  |                                                                                   |                                                        | 47° 30′ 35″ N, 3° 08′ 04″ O                                                                     |                                           |
| Allée couverte de la Grée de Trévelot          | Saint-Servant          |                                                                                   |                                                        | 47° 54′ 31″ N, 2° 28′ 56″ O                                                                     | Allée couverte de la Grée de Trévelot     |
| Menhir de la Grée Trévelot                     | Saint-Servant          |                                                                                   |                                                        | 47° 54′ 31″ N, 2° 28′ 54″ O                                                                     | Menhir de la Grée Trévelot                |
| Cairn de Bréhuidic                             | Sarzeau                | autre nom dolmen de Brillac                                                       | détruit après fouille de sauvetage                     |                                                                                                 |                                           |
| Dolmen d'Er Lé                                 | Sarzeau                |                                                                                   | ruiné                                                  |                                                                                                 |                                           |
| Dolmen de Kerdouin                             | Sarzeau                |                                                                                   |                                                        | 47° 31′ 29″ N, 2° 49′ 22″ O                                                                     |                                           |
| Dolmen de Lannek-er-Men                        | Sarzeau                | autre nom dolmen de Bellevue                                                      | Notice no PA00091730                                   | 47° 32′ 33″ N, 2° 48′ 36″ O                                                                     | Dolmen de Lannek-er-Men                   |
| Fuseau de Jeannette                            | Sarzeau                |                                                                                   | Notice no PA00091730                                   | 47° 31′ 53″ N, 2° 50′ 06″ O                                                                     | Fuseau de Jeannette                       |
| Menhir de Kerbigot                             | Sarzeau                |                                                                                   |                                                        | 47° 31′ 42″ N, 2° 49′ 03″ O                                                                     |                                           |
| Menhir de Kerbiguiot                           | Sarzeau                |                                                                                   |                                                        | 47° 30′ 59″ N, 2° 43′ 00″ O                                                                     |                                           |
| Menhir de Kermaillard                          | Sarzeau                |                                                                                   | Notice no PA56000134                                   | 47° 32′ 10″ N, 2° 50′ 57″ O                                                                     |                                           |
| Menhir de Prat Quilio                          | Sarzeau                | autre nom Menhir de Cohporh                                                       | Notice no PA56000133                                   | 47° 31′ 37″ N, 2° 43′ 36″ O                                                                     | Menhir de Prat Quilio                     |
| Menhir de la Truie                             | Sarzeau                |                                                                                   | Notice no PA56000135                                   | 47° 29′ 46″ N, 2° 40′ 24″ O                                                                     |                                           |
| Menhir de Villeneuve                           | Sarzeau                |                                                                                   |                                                        | 47° 30′ 39″ N, 2° 46′ 49″ O                                                                     |                                           |
| Menhir Jean de Kerledan                        | Sauzon                 |                                                                                   | Notice no PA00091735                                   | 47° 20′ 38″ N, 3° 13′ 30″ O                                                                     |                                           |
| Menhir Jeanne de Kerledan                      | Sauzon                 |                                                                                   | Notice no PA00091735                                   | 47° 20′ 32″ N, 3° 13′ 17″ O                                                                     |                                           |
| Dolmen de Gornevèse                            | Séné                   |                                                                                   | Notice no PA00091741                                   | 47° 36′ 29″ N, 2° 44′ 43″ O                                                                     |                                           |
| Dolmens de l'île de Boëdic                     | Séné                   | 2 dolmens                                                                         |                                                        | 47° 36′ 20″ N, 2° 45′ 23″ O 47° 36′ 12″ N, 2° 45′ 12″ O                                         |                                           |
| Quenouille du Diable                           | Silfiac                |                                                                                   |                                                        | 48° 09′ 15″ N, 3° 12′ 53″ O                                                                     |                                           |
| Menhir de Kerhoret                             | Le Sourn               |                                                                                   |                                                        | 48° 01′ 05″ N, 2° 59′ 36″ O                                                                     |                                           |
| Dolmens de Talhouët                            | Surzur                 | 2 dolmens                                                                         | ruinés                                                 | 47° 35′ 41″ N, 2° 34′ 17″ O                                                                     |                                           |
| Menhirs de Bergard                             | Surzur                 | 2 menhirs                                                                         |                                                        | 47° 34′ 52″ N, 2° 36′ 40″ O                                                                     |                                           |
| Allée couverte de Coeby                        | Trédion                |                                                                                   |                                                        | 47° 45′ 34″ N, 2° 33′ 08″ O                                                                     |                                           |
| Allée couverte de Kerfily                      | Trédion                |                                                                                   |                                                        | 47° 46′ 19″ N, 2° 36′ 37″ O                                                                     |                                           |
| Allée couverte de la Loge-au-Loup              | Trédion                |                                                                                   |                                                        | 47° 46′ 03″ N, 2° 35′ 29″ O                                                                     |                                           |
| Allée couverte du Parc                         | Trédion                |                                                                                   |                                                        | 47° 47′ 48″ N, 2° 36′ 54″ O                                                                     |                                           |
| Dolmen du Stade                                | Trédion                |                                                                                   |                                                        | 47° 47′ 54″ N, 2° 34′ 37″ O                                                                     |                                           |
| Dolmens de Coëtby                              | Trédion                | 9 dolmens                                                                         | Notice no PA00091757                                   | 47° 46′ 08″ N, 2° 32′ 00″ O                                                                     |                                           |
| Menhir Babouin                                 | Trédion                |                                                                                   | Notice no PA00091758                                   | 47° 46′ 54″ N, 2° 34′ 44″ O                                                                     |                                           |
| Menhir Babouine                                | Trédion                |                                                                                   | Notice no PA00091758                                   | 47° 46′ 54″ N, 2° 34′ 45″ O                                                                     |                                           |
| Menhir de la Grand-Villeneuve                  | Trédion                |                                                                                   |                                                        | 47° 48′ 04″ N, 2° 35′ 39″ O                                                                     |                                           |
| Menhirs de Carahaix                            | Trédion                | 2 menhirs                                                                         |                                                        | 47° 47′ 35″ N, 2° 37′ 07″ O                                                                     |                                           |
| Menhirs de Coëby                               | Trédion                |                                                                                   |                                                        |                                                                                                 |                                           |
| Menhirs du Bois de Kerfily                     | Trédion                |                                                                                   |                                                        | 47° 46′ 09″ N, 2° 36′ 31″ O                                                                     |                                           |
| Tertres tumulaires de Coëby                    | Trédion                |                                                                                   |                                                        |                                                                                                 |                                           |
| Alignement de Kerdual                          | La Trinité-sur-Mer     |                                                                                   |                                                        | 47° 34′ 36″ N, 3° 02′ 29″ O                                                                     |                                           |
| Alignements du Petit-Ménec                     | La Trinité-sur-Mer     |                                                                                   | Notice no PA00091765                                   | 47° 36′ 16″ N, 3° 02′ 26″ O                                                                     |                                           |
| Allée couverte d'Er-Roh                        | La Trinité-sur-Mer     | autre nom allée couverte de Mané Rouillarde                                       | Notice no PA00091766                                   | 47° 35′ 28″ N, 3° 01′ 56″ O                                                                     |                                           |
| Dolmen de Kerdual                              | La Trinité-sur-Mer     |                                                                                   |                                                        |                                                                                                 |                                           |
| Dolmen de Kermarquer                           | La Trinité-sur-Mer     |                                                                                   | Notice no PA00091769                                   | 47° 35′ 51″ N, 3° 02′ 25″ O                                                                     |                                           |
| Dolmen de Kervilor - Mané Li                   | La Trinité-sur-Mer     |                                                                                   | ruiné                                                  |                                                                                                 |                                           |
| Dolmen de Mané Rohr                            | La Trinité-sur-Mer     | autre nom dolmen de Kerdro-Vihan                                                  | Notice no PA00091767                                   | 47° 34′ 57″ N, 3° 01′ 57″ O                                                                     |                                           |
| Dolmen de Penher                               | La Trinité-sur-Mer     | dolmen et coffre                                                                  | Notice no PA56000137                                   | 47° 35′ 50″ N, 3° 01′ 59″ O                                                                     |                                           |
| Dolmen du Quéric                               | La Trinité-sur-Mer     |                                                                                   |                                                        | 47° 35′ 29″ N, 3° 02′ 29″ O                                                                     |                                           |
| Dolmens de Kervilor - Er Rohec                 | La Trinité-sur-Mer     | 2 dolmens                                                                         | Notice no PA56000136                                   | 47° 36′ 06″ N, 3° 01′ 44″ O                                                                     |                                           |
| Dolmens de Kervilor - Mané Bras                | La Trinité-sur-Mer     | 3 dolmens                                                                         | Notice no PA00091768                                   | 47° 35′ 57″ N, 3° 02′ 15″ O                                                                     |                                           |
| Menhir de Men er Taquouach                     | La Trinité-sur-Mer     |                                                                                   | détruit en 1897                                        |                                                                                                 |                                           |
| Tumulus de Kerdual                             | La Trinité-sur-Mer     |                                                                                   |                                                        |                                                                                                 |                                           |
| Tumulus de Kervilor - Er Velen Losquet         | La Trinité-sur-Mer     |                                                                                   | Notice no PA00091770                                   | 47° 36′ 03″ N, 3° 02′ 26″ O                                                                     |                                           |
| Allée couverte de la Maison Trouvée            | Val-d'Oust             |                                                                                   | Notice no PA00091151                                   | 47° 53′ 00″ N, 2° 22′ 42″ O                                                                     |                                           |
| Allée couverte de Saint-Méen                   | Val-d'Oust             |                                                                                   |                                                        | 47° 52′ 36″ N, 2° 24′ 05″ O                                                                     |                                           |
| Allée couverte du Bignon                       | Val-d'Oust             |                                                                                   |                                                        | 47° 52′ 51″ N, 2° 23′ 30″ O                                                                     | Allée couverte du Bignon                  |
| Pas de Gargantua                               | Val-d'Oust             |                                                                                   |                                                        | 47° 52′ 49″ N, 2° 23′ 19″ O                                                                     | Pas de Gargantua                          |